# Anastacia
Anastacia Lyn Newkirk, művésznevén Anastacia (Chicago, Illinois, 1968. szeptember 17. –) amerikai énekesnő, dalszövegíró és zenei producer.
Az 1980-as évek elején kezdett el táncolni: 1985-től 1992-ig az MTV The Club műsorában volt az állandó tánckar tagja. Később számos zenész és énekes stúdióalbumán vokálozott, illetve háttértáncosként tűnt fel videóklipekben.
1999-ben vált ismertté az I’m Outta Love című szerzeményével. A 2000. június 10-én megjelent Not That Kind elnevezésű stúdióalbumából ötmillió kelt el szerte a világon, és nemzetközi sikereket aratott, majd négyszeres platinalemezzé vált. Karrierje kezdetén olyan legendás zenészek és előadóművészek figyeltek fel az énekesnőre, mint Michael Jackson, Elton John, Luciano Pavarotti vagy Mariah Carey. Pályafutásának kezdete óta hét nagylemezt, két válogatás- és három koncertalbumot adott ki. Több mint 52 millió lemezt adott el világszerte. Leginkább Európában, Ausztráliában, Új-Zélandon, Ázsiában, Dél-Amerikában, Dél-Afrikában, illetve Óceániában ismerik el a munkásságát. Művészetére hamarabb felfigyelt az európai és a brit zeneipar, mint az amerikai. Az Egyesült Királyságban és Európában előbb ismerték el művészként, mint hazájában, ami már pályafutása legelején is észlelhető volt.
Erőteljes hangja és alacsony termete (157 cm) miatt kapta becenevét: A kis hölgy a nagy hanggal. 2003-ban és 2013-ban egy daganatos megbetegedéssel, a mellrákkal szállt szembe, és mindkétszer győzelmet aratott a betegség felett. 2003 óta működtet egy mellrák elleni alapítványt, a The Anastacia Fundot. Emellett több hasonló szervezetet támogat, valamint számos jótékonysági rendezvényen jelent meg az évek során. Időnként jótékonysági árveréseket indít: a fellépéseken és díjátadókon viselt ruháit eladja személyes tárgyai mellett, a bevételeket pedig különböző egyesületeknek adományozza. Ilyen például a The Breast Cancer Research Foundation, ami egy mellrákot kutató alapítvány, melynek rendszeresen pénzt adományoz az énekesnő.
2009. szeptember 6-án, budapesti koncertje előtt egy mellrák elleni kampányban vett részt: az Egészség Hídja Összefogás Egyesület felvilágosító munkáját segítette, és a Lánchíd-sétát népszerűsítette. Majd jótékonysági árverést indított, melynek teljes bevételét ez az egyesület kapta meg. 2015. szeptember 17-e óta a Hear the World alapítvány, 2015 novembere óta pedig a Global Gift Foundation jótékonysági nonprofit szervezet nagykövete. Előbbi a halláskárosult, hátrányos helyzetű embereket, utóbbi a rászoruló gyermekeket, nőket és családokat támogatja. 2016. szeptember 25-én a Cancer Research UK rákkutató és jótékonysági szervezettel társult azért, hogy segítse az alapítvány életmentő rákkutatásait. A Strictly Come Dancing című táncos show-műsorban megkapott részvételi díjakat e szervezetnek adományozta. 2017. május 27-én bejelentette, hogy a Live at the Eventim Apollo Hammersmith 2017, illetve a Live at the O2 Apollo Manchester 2017 címmel kiadott koncertalbumok teljes bevételét a 2017. május 22-ei, manchesteri terrortámadásban elhunytak családjainak adományozza a Manchester Evening News által létrehozott alapítványon keresztül.
Anastacia több különböző zenei műfajban énekel. Első és második korongját a funk, a dance-pop, az R&B és a soul zenei irányvonal jellemzi. A harmadiknál a rockosabb vonalra terelődik a hangsúly, ezáltal dinamikusabb dalok hallhatók. 2003-ban született meg az általa elnevezett sprock (soul + pop + rock) műfaj. A negyedik stúdióalbum lágyabb hangzású: ismét előtérbe kerül az R&B és a dance-pop. A 2014-es Resurrection és a 2017-es Evolution című nagylemezeken újra a sprock-stílus hallható. Több zenész, előadóművész, illetve zenei producer is elismerően nyilatkozik Anastacia hangjáról és munkásságáról az énekesnő karrierjének kezdete óta. Számos kritikában és nyilatkozatban hangját eltéveszthetetlennek titulálják. Fekete hangszínét gyakran hasonlítják Tina Turneréhez és Aretha Franklinéhez. Hangjára utalva így jellemezte önmagát az énekesnő:
Egyszer valaki megkérdezte tőlem, hogy mi az a három szó, ami a legjobban leír engem, mire azt feleltem: hangos, hangosabb, és leghangosabb!

## Életpálya

### Gyermekkor és az ismertség előtti évek
Anastacia Newkirk Chicagóban született 1968. szeptember 17-én. Családja is a szórakoztatóiparban dolgozott: édesanyja, az ír származású Diane Hurley (1943-) musical színésznőként munkálkodott a Broadway-színházban, illetve különböző televíziós sorozatokban is feltűnt. Édesapja, a német származású Robert L. Newkirk (1936-2005) énekes volt, aki fellépéseivel bejárta a keleti parton lévő éjszakai bárokat, és több mint 30 évet töltött el a zeneiparban. A Newkirk családnév a Nieuwekerk névből származik; holland eredetű.
Nővére, Shawn Newkirk (1965-) korábban arculattervezőként (stylist) tevékenykedett, viszont több mint egy évtizede Anastacia személyi asszisztense. Öccse, Brian Newkirk (1970-) autizmusban szenved, emiatt az énekesnő nem szereti, ha testvére reflektorfénybe kerül. „Ő mindig egy nagy gyerek lesz. Ha valaha úgy érezném, hogy egy kicsit is elszálltam, Brian fog visszahozni a valóságba” – nyilatkozta később.
Amikor az édesapa – aki bipoláris depresszióban szenvedett – elhagyta a családot, még egészen kicsik voltak a gyerekek: Anastacia ötéves volt. A válást követően New Yorkba, Manhattanbe költöztek, egy egy hálószobás apartmanba. Ekkor 15 éves volt. Itt egy manhattani tehetséggondozó iskolába, a Professional Children's Schoolba járt. Az iskolában hangadó és barátkozó jellem volt, aki megvédte a kisebbeket: „Olyan a beállítottságom, hogy előbb a másik, aztán jövök én.” Mint mondta, mindig is társaságkedvelő volt, nővére viszont visszahúzódó személyiség. Kapcsolatuk később megváltozott; a nővére Los Angelesbe költözött, ő viszont New Yorkban maradt. Anastacia 18 éves volt akkoriban. Manhattanben érettségizett, és egyetemre gyűjtött, mivel eleinte régész szeretett volna lenni. Szerette a mikroszkópján keresztül vizsgálni az elpusztult rovarokat és más dolgokat, ami számára igen érdekes volt. Lenyűgözték az ősmaradványok és a csontok. Ezután a pszichológiával akart foglalkozni, hogy terapeuta vagy szociális munkás lehessen, és gyerekekkel foglalkozhasson. Akkoriban még nem gondolt az énekesi karrierre – ez csak a harmadik választása volt. Ám édesanyja elmondása szerint lánya nem sokat várt arra, hogy megmutassa hangját a világnak. Sokszor arra lett figyelmes, hogy hároméves kislánya furcsa hangokat hallat a bébiülésen ülve. Mindenféle hangot utánzott, amit csak hallott. Úgy fogalmazott, hogy „Ó, Istenem, egy fehér lányt szültem fekete hanggal!” Édesanyjának köszönhetően Anastacia Elton John és Barbra Streisand zenéjén nőtt fel.
Hamarosan érdeklődni kezdett a tánc iránt, annak ellenére, hogy 13 éves korában Morbus Crohn-szindrómával diagnosztizálták, ami nem más, mint az emésztőrendszer krónikus gyulladásos betegsége. Egy nap csomót érzett a hasa alsó részén. Ezt követően azonnal kórházba vitte az édesanyja. A vizsgálatok kimutatták, hogy a fehérvérsejtek száma igen magas volt, ami arra utalt, hogy a teste küzdött a fertőzés ellen. Több vizsgálaton, köztük MRI-vizsgálaton ment keresztül. Az orvosok azt gyanították, hogy a csomó egy daganat. Grapefruit nagyságú volt a ráknak gyanított elváltozás, ami a szemük elé tárult, miután megkezdték az operációt. A belei rendkívül rossz állapotban voltak. A jó hír végül az volt, hogy nem daganat, a rossz viszont: Crohn-betegséget diagnosztizáltak a fiatal lánynál. A beavatkozás után egy sebhely keletkezett a hasfalán, majd egy ideig tolószékbe kényszerült, ugyanis az izmai nem bírták el a testsúlyát. Időbe telt, mire újra megtanult járni.
19 évesen ismét veszélybe került az élete, mivel egy producer diétát javasolt neki, ami akár végzetes is lehetett volna. A diéta gyümölcsökből és zöldségekből állt, emiatt a sok rost elárasztotta az emésztőrendszert, Anastacia pedig visszaesett. Habár sok felesleges kilótól szabadult meg akkoriban, amint újra rendesen kezdett el étkezni, a belei összeomlottak. Végül visszakerült a kórházba, ahol három hétig csöveken keresztül táplálták, és nagy dózisú szteroidokat adagoltak neki. Ezt követően rájött, hogy már nem hagyhatja figyelmen kívül a betegséget. Megtanulta megfelelően kezelni. Azóta ellenőrzés alatt tartja és egészséges életmódot folytat.

### A karrier kezdete
Énekesi karrierje előtt több helyen is állást vállalt: dolgozott aerobikedzőként, titkárnőként különböző hivatalokban, fodrászként, bolti eladóként, illetve felszolgálóként egy étteremben, ahol kifliket is sütött a New York-i Broadway sugárúton. „Emlékszem, hogy a hétvégeken, amikor otthon voltunk pénz nélkül, az eladatlan kiflikkel tértem haza, amiket betettünk a fagyasztóba, és azokat ettük a következő napokban. Ezek voltak a legjobb ételek, amiket megengedhettünk magunknak, és ez ment egy évig.” Azonban előfordult, hogy egyes helyekről (például egy élményfürdőből, ahol recepciósként dolgozott) azért küldték el, mert úgy vélték, túl hangos, és elijeszti a vendégeket. „Nem éppen megnyugtató a hangom. Nem igazán voltam erős ebben. Nagyon barátságos voltam, de túl hangos ehhez a munkához...” – nyilatkozta később a Fókusz kamerái előtt. Elmondása szerint lehetetlen munka volt számára az, amikor egy kozmetikai stúdióban dolgozott, ahol megértőnek és előzékenynek kellett lennie. Azokban az időkben egy "1018" nevű klubba jártak táncolni a nővérével, ahol egy idő után felfigyeltek Anastaciára: egy producer látta táncolni, majd megkérdezte tőle, hogy az éneklés is érdekli-e.
Anastacia 1983-ban kezdett el rendszeresen táncolni. 1985-től 1992-ig az MTV The Club c. műsorában szerepelt, ahol tagja lehetett az állandó tánckarnak. A húszas évei közepén egyszer arra kérték, hogy ugyanazt az En Vogue dalt egymás után hétszer adja elő Arnold Schwarzenegger születésnapi buliján. Akkoriban rendszeresen énekelt bulikon és esküvőkön is. 1988-ban a Salt 'N' Pepa hiphopegyüttes néhány videoklipjében is feltűnt háttértáncosként. (Everybody Get Up (Get Up); Twist & Shout). 1990-ben háttérénekesként kezdett tevékenykedni. Ebben az évben egy amerikai énekesnő, Tiffany New Inside elnevezésű stúdióalbumán énekelt, 1991-ben pedig háttértáncosként volt látható egy kubai énekes, Coro My Fallen Angel című videoklipjében. 1992-ben tett szert először némi ismertségre, amikor Oleta Adams Get Here című dalát énekelte a BET televíziócsatorna Comic View műsorában.
Később éjszakai klubokban, kaszinókban kezdett énekelni különböző zenekarokkal, közben demófelvételeket és feldolgozásokat is készített. Emellett esküvői énekesnőként is dolgozott – még Steven Spielberg esküvőjén is énekelt –, melyben az volt a legrosszabb állítása szerint, hogy senki sem figyelt oda rá. Csak egy dekorációnak számított, bár olykor sikerült megríkatnia az embereket. 1993-ban Los Angelesbe utazott, hogy felvegye a korábban megírt dalát, a One More Chance-t, ami később az első stúdióalbumára is felkerült. Akkoriban rögzítette a Forever Luv című dalt David Moralesszel. 1994-ben az amerikai színész-énekes, Jamie Foxx debütáló albumán, a Peep This-en, egy évvel később pedig Paula Abdul, amerikai énekesnő Head Over Heels lemezén énekelt. 1997-ben tagja volt Kurt Carr hattagú gospel vokálegyüttesének, a The Kurt Carr Singersnek. Ugyanebben az évben tagja lett a The Kraze együttesnek, ahonnan 1999-ben vált ki. 1997-ben találkozott először későbbi menedzserével, Lisa Braudéval, aki arra ösztönözte a fiatal lányt, hogy jelentkezzen a The Cut tehetségkutató műsorba.
1998-ban a Mi negra, tu bombónt, egy év múlva pedig a Tienes un solót vette fel Omar Sosával. Anastacia több mint tíz éven keresztül küzdött azért, hogy felfedezzék, ugyanis kezdetben senki sem akart lemezszerződést ajánlani neki. Mindenhol elutasították: »Szőke vagy, szemüveget viselsz – mi vagy te?« Nem tudták, hogy mihez kezdjenek vele. A producerek úgy jellemezték, hogy szokatlan a hangja, és egyik zenei kategóriába sem illik bele.

#### The Cut(1998)
1998 végén figyeltek fel rá a lemezkiadók, miután az MTV szeptember 28-án induló, The Cut tehetségkutatójában – ahol lemezszerződéssel nem rendelkezők léphettek fel a saját dalaikkal – 160 versenyző közül a top 10-es döntőbe került. Decemberben végül a második helyen végzett a Not That Kinddal, de a műsor házigazdájára, Lisa „Left Eye” Lopesra és a három zsűritagra, Faith Evansre, Pete Rockra és David Fosterre jó benyomást tett. Amikor feltűnt a műsorban, azt kérdezték tőle, hogy hol volt ez idáig, és miért nem jelentkezett korábban.
Ezután számos telefonhívás érkezett hozzá, és a telefonálók között volt a pop királya, Michael Jackson is. Fél órán keresztül beszélgetett az énekessel, aki sok bátorító dolgot mondott Anastaciának, és elkápráztatta a művésznő vokális teljesítménye. Kedves szavai önbizalmat és hitet adtak az énekesnőnek, miszerint őt a zenei pályára teremtették; arra, hogy betörjön az iparba. Értékes leckét kapott a néhai világsztártól abban a harminc percben: „Mindig maradj hű ahhoz, aki vagy, és azokhoz a dolgokhoz, amelyekre büszke lehetsz; minden más pedig adja magát!” Jackson úgy gondolta, hogy Anastacia egy világszerte elismert, valódi művész lesz a jövőben. Majd hangjának eredetéről érdeklődött, hogy kitől örökölte, mire a művésznő azt felelte: „Nézd, öreg, fogalmam sincs!” A világhírű énekes egy duettet szeretett volna készíteni vele, valamint, azt javasolta, hogy írja alá a szerződést az MJJ Productions lemezkiadóval (melynek tulajdonosa maga a világsztár volt), ám Anastacia visszautasította az ajánlatokat. 1999 márciusában lemezszerződést írt alá a Daylight Recordsszal, ami a Sony BMG birtokolta Epic Recordshoz tartozott.
Kezdetben megpróbálták átalakítani Anastacia stílusát, de nem hagyta. A saját elképzelései szerint cselekedett, hiszen mindig is önmaga akart lenni. Mint mondta, nem akart kreált sztárrá válni. Azt javasolták neki, hogy vegye le a szemüvegét, változtassa meg a vokált, és hagyja el belőle a dörmögést, a "vibrálást". Azt kérdezték tőle, hogy nem tudna-e kevésbé "feketén" hangzani. Sokan azt éreztették vele, hogy csak akkor lehet igazi sztár, hogyha változtat. Megpróbálták Céline Dionná és LeAnn Rimesszá alakítani. Azonban Anastacia mindig is úgy érezte, hogy ha nem önmagát adná, hamisítvánnyá válna, és esélye sem lenne maradandót alkotni ebben a szakmában.
Karrierje kezdetén nem értette, hogy miért olyan nehéz őt eladni, és azt gondolta: „Adj egy mikrofont és egy közönséget, és ez minden, amire szükségem van! Nincs szükségem 17 sminkesre és fodrászra ahhoz, hogy egy koncerten énekeljek. Elég embert hallottam a rádióban ahhoz, hogy azt gondoljam, »Istenem, esküszöm, ennél jobban kell énekelnem!«”

### Not That KindésFreak of Nature(1999–2002)

#### Háttérénekesből világhírű előadóművész
Anastacia bemutatkozó dalával, az 1999-ben kiadott I’m Outta Love-val nagy sikereket ért el szerte a világon. Első stúdióalbuma, a Not That Kind 2000. június 10-én jelent meg, és igen nagy sikert aratott Európában, Ázsiában, illetve Óceánia nyolc országában vezette az albumslágerlistát. Ausztráliában, az Egyesült Királyságban, Hollandiában, Svájcban és Új-Zélandon az első kislemeznek, az I’m Outta Love-nak köszönhetően háromszoros platinalemez lett. A bemutatkozó dal listavezető volt Ausztráliában, illetve Új-Zélandon, második helyre került Franciaországban, Olaszországban, Svájcban és Írországban, valamint hatodik lett Németországban és az Egyesült Királyságban. Az Amerikai Egyesült Államokban csak kisebb sikert aratott a rádiókban, de a top 10-be került a Billboard "Hot Dance Club Play" listáján. Az énekesnő a korongot nagymamájának, Margaretnek ajánlotta.
A második kislemezes dal, a Not That Kind a 11. helyet érte el az Egyesült Királyságban, bekerült a top 10-es slágerlistába Olaszországban, illetve a top 20-ba Svájcban és Franciaországban. A harmadik, a Cowboys & Kisses néhány európai országban a top 40-be került. Az utolsó kislemez az albumról, a Made for Lovin’ You a 27. helyig jutott az Egyesült Királyságban, és a 72. lett Franciaországban. Világszerte több mint ötmillió példányban kelt el a korong. Igen sok országban érte el az arany-, a platina-, és a multi-platinalemez minősítést. Nem utolsósorban a közönség mellett a kritikusokat is lenyűgözte. Németországban ötszörös, míg több európai országban négyszeres platinalemezzé vált.
2000. október 21-én, a New York-i Madison Square Gardenben negyvenezer ember előtt lépett fel Elton Johnnal, ugyanis az énekesnő menedzsere korábban kapott egy telefonhívást, miszerint a világhírű zenész Anastaciával szeretne énekelni. A Saturday Night's Alright for Fightingot adták elő, melyről így mesélt az énekesnő: „Órákig tudtam volna csinálni! Odasétált hozzám, átkarolt és megpuszilt, aztán amikor mentem, hogy hullámozzak a közönséggel, féltérdre ereszkedett, majd megpuszilta a köldökömet! Tényleg elvesztettem a tudatomat egy jó három másodpercre, aztán "visszatértem", és csak álltam ott. Úgy értem, semmit sem tudtam mondani. (...) Édesanyám mindig is egy hatalmas Elton-rajongó volt. Szóval az ő zenéjén nőttem fel. (...) Ez egy különleges pillanat volt számomra, hiszen Édesanyám mindig is szerette, most pedig Elton a barátom! Gyakran vendégeskedem az otthonában, ahol hercegnő vagyok a porcelánmacskáival körbevéve. Nincs is jobb annál, mint amikor egy csésze teával kezdem a reggelt nála!”
2001. június 5-én, Amszterdamban lépett fel Richie Samborával, ahol a Cowboys & Kissest adták elő. (A Bon Jovi együttes ekkor a One Wild Night turnéval járta az európai országokat).

#### A második nagylemez
2001. november 23-án jelent meg az énekesnő második stúdióalbuma, a Freak of Nature, mely az elsőhöz hasonlóan magas példányszámban kelt el. Az első kislemez az albumról a Paid My Dues volt, mely november elején debütált, és igen jó helyezéseket ért el. A második, a One Day in Your Life a 11. helyig jutott a brit slágerlistán, és a top 10-be került több európai országban. A harmadik, a Why’d You Lie to Me ugyanitt a top 30-ba került. A negyedik, a You’ll Never Be Alone elérte a 28. helyet az amerikai Adult Contemporary slágerlistán.
Több országban is listavezető volt a nagylemez: Svédországban, Németországban, Svájcban, Belgiumban, Norvégiában, Hollandiában és Dániában, illetve ötszörös platinalemezzé vált Svájcban. Az Egyesült Királyságban, Németországban, valamint több európai országban háromszoros platinalemez lett, Magyarországon pedig aranylemezzé vált. Több mint 4,5 millió példány kelt el az albumból világszerte. Az Amerikai Egyesült Államokban csak 2002 májusában jelent meg, és Anastacia a nem sokkal korábban autóbalesetben elhunyt Lisa Lopes emlékének ajánlotta.
Később az album új, kétlemezes kiadásban is megjelent 2002 novemberében: Freak of Nature (Collector's Edition), amin három bónuszdal szerepel, három remix és két koncertfelvétel a 2002. szeptember 13-án, Japánban adott koncertjéről. Ezen a kiadáson szerepel az I Thought I Told You That című dal, mely egy duett Faith Evansszel. A szerzemény megírásában közreműködött Ifj. Malek Miklós, magyar zenei producer.
2002. február 20-án, a brit zeneipar éves popzenei díjátadó ünnepségén, a Brit Awardson lépett színpadra Jay Kay (Jamiroquai) oldalán, Donna Summer Bad Girls című slágerével.
Május 23-án az Ellen DeGeneres által vezetett VH1 Divas Las Vegas koncerten lépett fel Céline Dion, Shakira, Whitney Houston, Cyndi Lauper, Cher, Mary J. Blige, a Dixie Chicks és Stevie Nicks mellett. Ekkor az AC/DC egyik slágerét, a You Shook Me All Night Longot is előadta Dionnal és Meredith Brooksszal. Elvis Presley legismertebb dalai is felcsendültek az énekesnők előadásában: Anastacia nyitotta a sort a Jailhouse Rock című dal egy részletével.
Ebben az évben felénekelte a Love Is a Crime-ot a Chicago című filmhez, illetve egy reklámfilmet is leforgatott Cyndi Lauperrel a Dr Pepper üdítőitalt népszerűsítve. A Love Is a Crime listavezető lett az amerikai "Hot Dance Club Play" listán. A 2002-es labdarúgó-világbajnokság hivatalos dalát, a Boomot is ő énekelte, amit az énekesnő Glen Ballarddel közösen írt. A FIFA Labdarúgó Világbajnokságon előadott dalt több mint egymilliárd ember hallgatta élőben.
Anastacia egyike volt annak a 15 előadónak, akik híres Disney-betétdalokat dolgoztak fel a DisneyMania albumon. Az énekesek között szerepelt Christina Aguilera, Ronan Keating, Usher és Hilary Duff is. Az 1937-ben bemutatott Hófehérke és a hét törpe egyik – eredetileg Adriana Caselotti által előadott – betétdalát, a Someday My Prince Will Come-ot adta elő az énekesnő. E dal és a Boom is szerepel a Freak of Nature új kiadásának második lemezén.

### Küzdelem a melldaganattal (2003)
2003 januárjában mellkisebbítő műtétre jelentkezett az állandó hát- és nyakfájása miatt. Azonban az előtte elvégzett mammográfia-vizsgálat eredménye – melyet három óra múlva kapott kézhez –, rosszindulatú, bár kezdeti stádiumban lévő daganatot mutatott ki a bal mellében. Kezdetben nem akarta beavatni a külvilágot a részletekbe, ám nem sokkal később, a diagnózis után egy kórházi alkalmazott kiszivárogtatta a híreket az énekesnő állapotáról. Sosem derült fény az illető kilétére.
Ezt követően a hír megjelent a sajtóban, Anastacia pedig kiállt, és elmondta a fejleményeket, mielőtt még a barátaival és az ismerőseivel beszélhetett volna a dologról. „Így aztán nyilvánosan is bejelentettem, hogy beteg vagyok. Nem tehettem mást. Ez a reflektorfényben zajló élet velejárója. Elfogadtam, hogy egyszer az én életem is terítékre kerül. Fel voltam rá készülve. (...) A saját nevemen jelentkeztem be a kórházba; nem úgy, ahogy a hotelekbe szokás, ha inkognitóban akar maradni az ember. Ez egy kórház volt, itt csak Anastacia Newkirk voltam.” Miután diagnosztizálták a betegséget, leforgatta a Love Is a Crime-hoz tartozó videóklipet New Yorkban, bár a munkálatok alatt 40 fokos lázzal küzdött az énekesnő. A forgatás után szinte azonnal visszatért a kórházba, ahol közölték, hogy időközben az egyes fokozatú rák kettes fokozatúvá rosszabbodott, és terjedni kezdett, így azonnali műtétet javasoltak.
Magabiztosan kezelte a helyzetet, és egy sajtóközleményt is kiadott: „Harcos típus vagyok. Nem hagyom, hogy a rák legyőzzön engem. Azt sem fogom engedni, hogy a betegség eluralja az agyam, és teljesen letörjön. Gyerekkorom óta képes vagyok bármivel szembeszállni, és ezt fogom tenni most is.” Ám akkoriban még nem volt biztos abban, hogy túléli a betegséget, de kijelentette: nem fél a haláltól. Megpróbálta tanulságossá tenni a küzdelmét mások számára, ezért videóra vetette egy-egy kezelését, és a lábadozásait. A történtekről dokumentumfilm készült, amely a 2004-es Anastacia című koronghoz tartozó bónusz DVD-n látható.
A február 10-én végrehajtott hétórás műtét sikeres volt, ami alatt bal mellének 40%-át eltávolították, és ennek megfelelően a jobb mellét is kicsinyítették az egyensúly megőrzéséhez. A helyreállító operációt is elvégezték: új melleket formáltak. Az elváltozás nem terjedt tovább a nyirokcsomóira vagy bármely más területekre a testében. Hathetes, napi sugárkezelésekre, illetve kemoterápiás eljárásra is szükség volt. Dr. Alexander Swistel szerint igen komolynak számított Anastacia betegsége, ám nagyon szerencsés volt.
A műtét és a kezelések után Estée Lauderrel közösen létrehozta a The Anastacia Fund alapítványt, hogy felhívja a figyelmet: a mellrák a fiatalokat is sújtja. Harmadik albumának témájára és hangzására nagy hatással voltak az átéltek. 2005-ben a brit The Box zenei csatornának azt mondta, hangja veszített az erejéből, és nem tudott dolgozni, ezért hosszú időbe telt, hogy olyan dalokat írjon és rögzítsen, amelyekkel elégedett.
„Tudom, hogy mindennek oka van. Talán azért lettem én a kiválasztott, mert helyzetemnél fogva másoknak is segíthetek. A dalaimmal milliókhoz szólok, és az a tudás, melyet a betegség révén szereztem, szintén milliókhoz juthat el. De hogyha csak egyetlenegy emberen tudok segíteni, az az egy ember is több mint a semmi” – mondta a felvilágosító kampányán. Miután győzedelmeskedett, azt követően ragadt rá a "Survivor Chick" (Túlélő csaj) elnevezés.
Anastacia azon szeretne változtatni, hogy a nők ne éljenek abban a hitben, miszerint 40 éves kor alatt nem kell aggódni a mellrák kialakulása miatt, illetve, hogy nincs szükség az ön- és mammográfia-vizsgálatra, kivéve abban az esetben, ha már előfordult a betegség a családban. Elhatározta, hogy megváltoztatja ezt a gondolkodásmódot, és sosem fogja megszakítani a harcot a betegséggel szemben.

### Anastacia albumés a visszatérés (2004–2006)
Ahogy a Rove című ausztrál műsorban elmondta 2004-ben; bár eleinte azt gondolta, hogy vége a karrierjének a betegség miatt, és elveszítette kreativitását, mégiscsak sikerült felülkerekednie, talpra állnia és megerősödnie.
A felépülést követően szinte azonnal stúdióba vonult – 2003 szeptemberében fogott hozzá a munkálatokhoz, amikor Los Angelesbe költözött –, és 2004. március 29-én meg is jelent a harmadik nagylemeze Anastacia címmel. Ezen a korongon nemcsak dalszövegíróként bizonyított, hanem zeneszerzőként is kipróbálta magát. Március elején a Left Outside Alone volt Anastacia visszatérő dala, egyben az első kislemez az albumról, amely igen nagy népszerűségnek örvendett szerte a világon. Több országban is listavezető vagy top 5 sláger lett, és megállíthatatlanul tört előre a nemzetközi rádiójátszási listákon. A lemezen közreműködött Glen Ballard, Dallas Austin, David Stewart, és Sonny Sandoval, a P.O.D. énekese, akivel a társadalmi tudatosságot tükröző I Do című dalon dolgoztak együtt. A Where Do I Belong és a Heavy on My Heart című dalok a betegségéhez kapcsolódnak.
Az énekesnő egy nehéz időszakában született meg az album: „Nem volt kellemes élmény. Rendszerint a dolgok napos oldalát nézem, de számomra ebben az albumban eddig semmi nem volt pozitív élmény. Az orvosom azt mondta, hogy fáradt leszek, nem azt, hogy ostoba. Semmire sem voltam képes összpontosítani. Megírtam egy versszakot, aztán nem tudtam megírni a refrént, vagy megírtam a refrént, de nem tudtam megírni az átvezető szakaszt. Nem tudtam beszélni, nem voltam képes gondolkodni. Álmatlanságtól szenvedtem.”

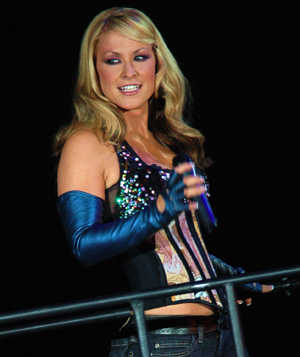
A Live at Last Turné egyik állomásán (2004)

A lemez nagy sikert aratott: tizenegy országban vezette a slágerlistát. Az élre került Ausztráliában, Ausztriában, Olaszországban, Spanyolországban és Svájcban. Második lett Dániában, Hollandiában, Norvégiában, Írországban és Németországban, illetve a harmadik helyre került az Egyesült Királyságban (ahol 1,2 millió példányban kelt el, és platinalemezzé vált, valamint 2004 hatodik legkelendőbb albuma volt), és Magyarországon, ahol aranylemez lett. Előző két albumával ellentétben ezt nem adták ki az Egyesült Államokban, bár háromszor is tervezték. A Left Outside Alone-t kétszer is megjelentették ugyan, de keveset játszották a rádiók. A dance remix verziója viszont a "Hot Dance Club Play" slágerlista ötödik helyére került. A stúdióalbum négyszeres platinalemez lett az Egyesült Királyságban és Németországban. Több európai országban pedig háromszoros platinalemezzé vált.
Anastacia még három sikeres kislemezt adott ki a korongról: a Sick and Tired első helyezett lett Spanyolországban, illetve a top 5-be került az Egyesült Királyságban és más európai országokban. Csaknem akkora sikert aratott, mint a Left Outside Alone. A Welcome to My Truth az eddigi legsikeresebb kislemeze lett Spanyolországban, valamint a Heavy on My Heart kislemez bevételét a The Anastacia Fund kapta meg. Ezen hallható az Underground Army, és a Heavy on My Heart francia nyelvű változata is, a Trop lourd dans mon coeur. Az album korlátozott példányszámban bónusz DVD-s változatban is megjelent. A DVD-n a lemez készítéséről, és a 2002-es európai promóciós turnéról (Europe Promo Tour) láthatók felvételek, illetve a melldaganattal kapcsolatos dokumentumfilm is megtekinthető.

#### Live at Last TurnéésPieces of a Dream
Anastacia 2004. szeptember 25-én, Hollandiában indult útnak az első világkörüli turnéjával, Live at Last (Végre élőben) elnevezéssel, amely november 24-én, Portugáliában fejeződött be. A show második szakasza (Anastacia is back... Live at Last) 2005. február 4-én, Belgiumban vette kezdetét, és április 6-ig járta az országokat az énekesnő. 2005. február 16-án érkezett meg a magyar fővárosba, és másnap a Papp László Budapest Sportarénában tette tiszteletét a magyar közönség előtt, ahol telt házas koncertet adott. A show iránti nagy érdeklődés miatt meghosszabbították a turnét, így Anastacia június 29-től egészen augusztus 14-ig koncertezett. Ekkor már az Encore Tour (Ráadás) nevet viselte, és Dániában ért véget. A Live at Last 2005 második leghíresebb koncertturnéja volt, és több mint 800 ezer jegy kelt el az előadásokra.
2005. november 7-én kiadta első válogatásalbumát, a Pieces of a Dreamet, amelyből világszerte négymillió példány kelt el. Négy bónuszdal szerepel az alkotáson – köztük a címadó Pieces of a Dream és az Eros Ramazzottival felvett, félig olasz nyelvű I Belong to You (Il ritmo della passione) nagy sikert arattak. E duett az európai slágerlisták élére került. Köztük Ausztriában, Magyarországon, Svájcban, Belgiumban és Németországban igen jó helyezést ért el. Bár a kiadója vette rá, hogy válogatáslemezt adjon ki, Anastacia elégedett volt a végeredménnyel, és azt mondta, mintegy krónikaként foglalja össze karrierjének első öt évét.
2005. november 18-án, Hollandiában kilencedik alkalommal került megrendezésre a Dominónap, amelynek díszvendége Anastacia volt: az énekesnő döntötte el az első dominót.
Nem sokkal az I Belong to You (Il ritmo della passione) megjelenése után kiadta első koncertfelvétel-DVD-jét is Live at Last címmel. A 2006. március 27-én, Európában megjelent DVD-n a berlini és a müncheni koncertek felvételei találhatók. Valamint négy videóklip is szerepel rajta: a Left Outside Alone amerikai változata, és a válogatásalbum három kislemezdalának klipje: a Ben Moodyval rögzített Everything Burns, amely megtalálható a Fantasztikus Négyes című film dalai között, a Pieces of a Dream és az I Belong to You (Il ritmo della passione). Az előző albumhoz felvett öt dal, az I Do, a Rearview, a Seasons Change, az Underground Army és a Time klipje (ezek a videók kimondottan a Live at Last Turnéhoz készültek, és nem minősülnek hivatalos videóklipnek), valamint egy dokumentumfilm is megtekinthető. 2006. június 4-én, a Portugáliában megrendezésre került koncertnek, a Rock in Riónak több mint 360 ezer nézője volt, ahol az énekesnő is tiszteletét tette.

### Heavy Rotation(2007–2009)

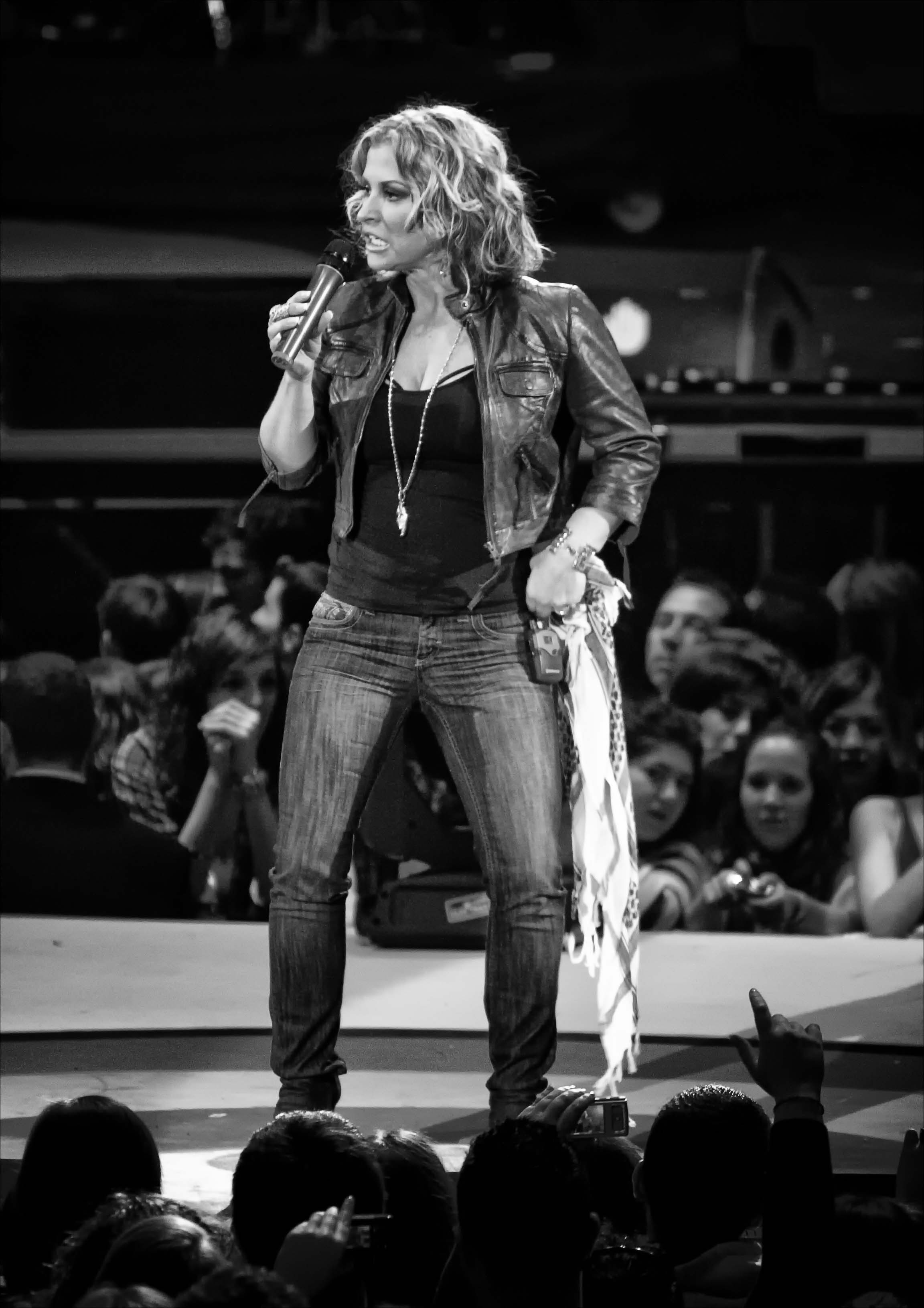
Fellépése Madridban, 2008. december 12-én

Anastacia a 2007-es esztendő első felében továbbra is pihentette zenei karrierjét. Ezalatt az idő alatt ruhákat tervezett, amelyeknek a reklámarca is ő volt az s.Oliver kollekcióban. A Limited Luxury kollekció – amit a Swarovski céggel tervezett – 2007. november 2-ától volt kapható, de csak kevés országban. Ebben az időszakban mellrák elleni alapítványoknál is tevékenykedett. 2003 óta folyamatosan azon munkálkodik, hogy felhívja a figyelmet az ellenőrző vizsgálatok fontosságára, illetve a megelőzésre.
2007. július 1-jén az Egyesült Királyságban lépett fel a Diana hercegné emlékére, halálának 10. évfordulójára szervezett koncerten. Ez volt az első nagyobb rendezvény az új Wembley Stadionban, egyben az énekesnő egyik nagy fellépése azóta, amióta szüneteltette karrierjét. Andrew Lloyd Webber Jézus Krisztus Szupersztár (Jesus Christ Superstar) című musicaljéből énekelte el a Superstar című dalt gospelkísérettel.
2007 augusztusában az Anastacia by s.Oliver weboldalra kikerült videofelvételen – amikor jövőbeli terveiről kérdezték – megerősítette, hogy új albumon dolgozik, és egy ruhakollekciót is meg fog jelentetni. A lemez címét és megjelenésének dátumát ekkor még nem említette. 2007 novemberében a hivatalos honlapján található életrajzába is bekerült, hogy 2008-ban új koronggal jelentkezik, és turnéra is indul.
2007 végétől már a Mercury Recordsnál tevékenykedett, mivel távozott a Sonytól. 2008. július 24-én jelentette be, hogy negyedik stúdióalbuma, a Heavy Rotation október 24-én jelenik meg Európában és Ázsiában, illetve 2009-ben a világ többi részén. „A cím hűen tükrözi, ahogy mostanában szemlélem a világot. Az élet néha nehéz, de fordulatokkal teli, így mindig valami új következik” – mondta.
2008 nyarán, nem sokkal a 40. születésnapja előtt egy interjúban bevallotta, hogy valójában nem 1973-ban, hanem 1968-ban született, vagyis karrierje kezdete óta öt évvel fiatalabbnak vallotta magát. „A The Cut című tehetségkutató szabályai kikötötték, hogy a versenyzők életkora 18 és 29 év között legyen, ám én akkor épp a 30 előtt álltam, de azt mondtam nekik, hogy 24 vagyok. Aztán amikor elértem a 40-et, azt gondoltam: belefáradtam, hogy megpróbáljam kitalálni, épp milyen korú is vagyok. Tehát vallomást tettem. Jól éreztem magam, miután megmondtam az igazat. Nehéz hazudni egész életeden át – minden alkalommal, amikor interjút adsz, emlékezned kell a hazugságodra. Nem vagyok jó hazudozó! Amikor az emberek megkérdezték tőlem, hogy hány éves vagyok, azt mondtam: »a kor csak egy szám«, mert nem akartam válaszolni.”
Ebben az évben szívritmuszavart diagnosztizáltak nála az orvosok. Eleinte azt gondolta, pánikrohamai vannak, mivel arra lett figyelmes, hogy a szíve hevesen kalapál. Megesett, hogy eszméletét is vesztette. Műtétet javasoltak neki, de az énekesnő nem egyezett bele, így a gyógyszeres kezelést választotta.
A legújabb korongon producerként működött közre Ne-Yo, a The Heavyweights, Lester Mendez, J. R. Rotem és Rodney Jerkins. Az első kislemez, egyben a stúdióalbum előfutára, az I Can Feel You augusztus 25-én került a rádióadókhoz. A második kislemez az Absolutely Positively lett, a Defeated pedig csak promóciós kislemezként jelent meg. A Heavy Rotation kevésbé bizonyult sikeresnek: egyik kislemeze sem került be a top 40-be az Egyesült Királyságban, ahol eddig a legtöbb sikert aratta az énekesnő. Anastacia kijelentette, hogy kiadóváltás után más előadóknak is voltak már hasonló gondjaik, és a gazdasági válság hatása is érződött a lemezeladásokon. A kritikák szerint jól tükröződik a lemezen, hogy milyen az élethez való hozzáállása.

#### Heavy Rotation Turnéés további közreműködések

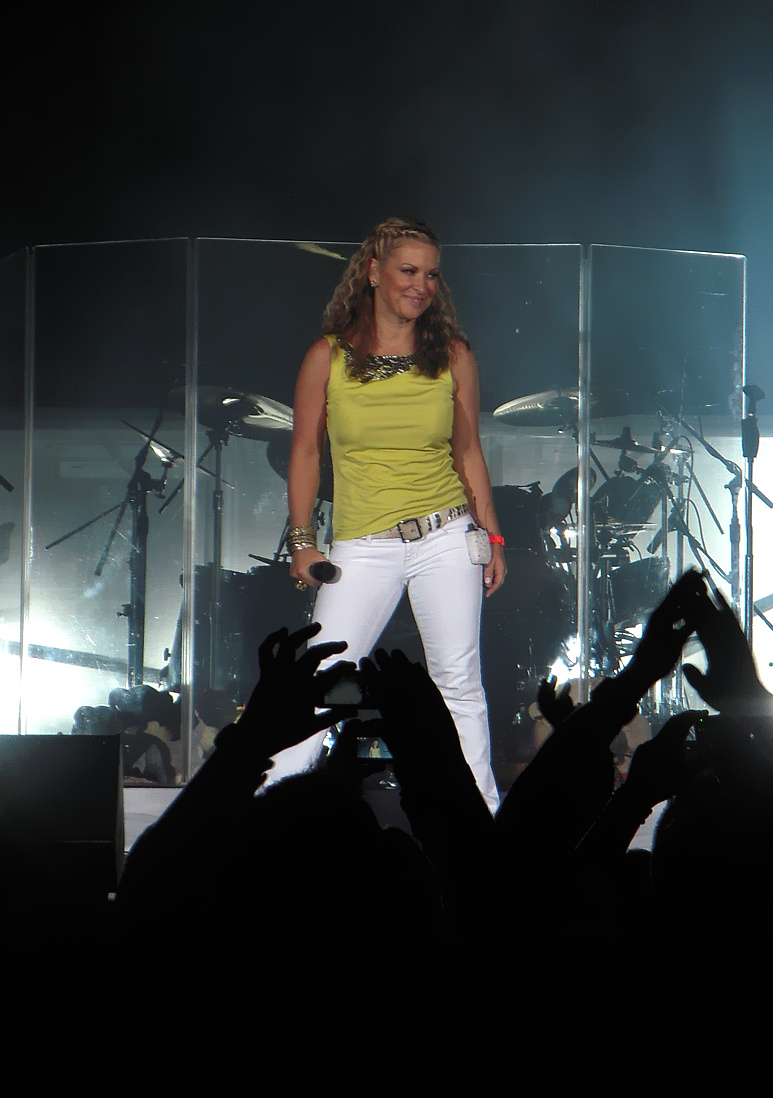
A budapesti SYMA Csarnokban, 2009. szeptember 6-án

2009. június 4-én, Oroszországban indult útnak a Heavy Rotation Turné, mely szeptember 13-án, Ukrajnában fejeződött be. A koncertturnét kedvezően fogadták a kritikusok és a közönség is. Szeptember 6-án érkezett meg Budapestre, és a SYMA Rendezvény és Kongresszusi Központban lépett színpadra a magyar közönség előtt. Ekkor részt vett egy mellrák elleni kampányban is. Újra hangot adott az ellenőrző vizsgálatok fontosságának egy magyar interjúban: „Ez egy természetes dolog az életünkben. Élhetünk együtt a rákkal. Nagyon könnyen túlélhetjük a mellrákot, ha nem félünk túlságosan, és odafigyelünk, részt veszünk szűréseken. A legfontosabb, hogy ne hunyjunk szemet, csak mert »nincs ilyen a családomban, és akkor biztosan nekem sem kell aggódnom…« Ez többé nem így van! A környezetünk stresszessé vált nekünk, nőknek.”
Augusztus 2-án, a Simply Red turnéján sztárvendégként lépett színpadra a Wight-szigeten (Egyesült Királyság). A Holding Back the Years című dalt adta elő Mick Hucknall társaságában.
2009. október 26-án jelent meg a Ben’s Brother együttes legújabb kislemeze, melyen Anastacia is vendégszerepelt, mivel egy duettet készített a brit zenészekkel Stalemate címmel. Október 14-én került bemutatásra az alkotás videóklipje, melyet Londonban vettek fel szeptember 22-én. A szerzemény a zenekar Battling Giants című nagylemezén hallható. Jamie Hartman, az együttes frontembere személyesen kereste meg Anastaciát, mert úgy vélte, hogy az énekesnő lenne a megfelelő hang a dalhoz, és a dal is őhozzá. „Az első pillanattól kezdve imádtam a dalt, és felvillanyozott, hogy engem kértek fel az eléneklésére. Ez egy csodás lehetőség, hogy együtt dolgozzak Jamie-vel” – mondta Anastacia. A zenész így nyilatkozott: „Anastacia egy csodálatos énekesnő, és egy nagyszerű előadó. Nagy öröm volt vele dolgozni, és alig várom, hogy élőben is előadhassam vele a dalt!”
2009. november 21. és december 21. között részt vett egy kisebb fellépéssorozaton Lulu és Chaka Khan oldalán. A show a Here Come the Girls elnevezést kapta. A körút összességében pozitív kritikát kapott, amely egy színházi előadásra hasonlított. 2009. december 7-én, a blackpooli Opera House Theatre-ben a három művésznő nyitotta meg a brit gálaestet, a Royal Variety Performance-t a Relight My Fire című dallal. A jótékonysági rendezvényen a fellépők között volt többek között Lady Gaga, Bette Midler, Whoopi Goldberg és Alexandra Burke is. Az előadókat személyesen üdvözölte egy-egy kézfogással II. Erzsébet brit királynő.

### Együttműködések sorozata (2010–2011)

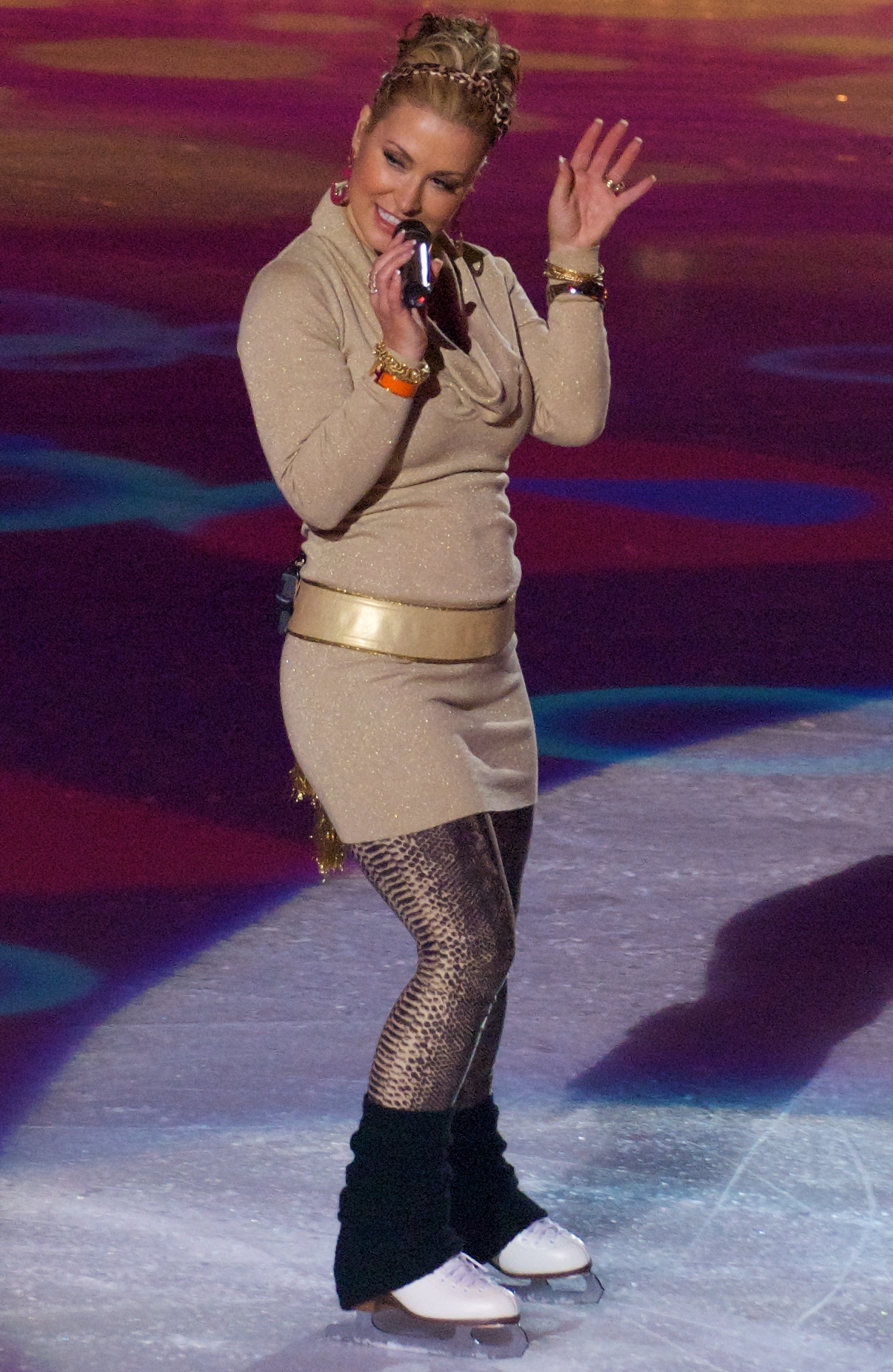
Az Art on Ice korcsolya-showban (2010)

2010. március 4-től kezdve Anastacia több alkalommal is fellépett a zürichi Art on Ice korcsolya show-n, amelyet a Hallenstadionban és Lausanne-ban rendeztek meg. Hivatalos weboldala szerint a világ legjobb műkorcsolyázóit ihleti meg az énekesnő zenéje, illetve a műsorban aláfestő zenéül szolgáltak szerzeményei. A koreográfiákat az ő dalaihoz tervezték. Március 23-án bejelentette, hogy csatlakozik Natalia Druytshoz, belga énekesnőhöz a Natalia Meets Anastacia elnevezésű koncertsorozaton.
Június 11-én, Moszkvában debütált legújabb dala, a Safety, amelyet az orosz származású Dima Bilannal, a 2008-as Eurovíziós Dalfesztivál nyertesével vett fel. Júliusban a szerzeményhez tartozó videóklip is elkészült. Elsőként az orosz Muz TV díjátadó gáláján adták elő a dalt Moszkvában. Az énekesnő ebben az időszakban bontott szerződést a Mercury Recordsszal. Nem sokkal később az Emma Bunton által vezetett Don’t Stop Believing című brit tehetségkutató műsor vette kezdetét, ahol Anastacia is tagja volt a zsűrinek Charles „Chucky” Klapow, Tamzin Outhwaite és Duncan James oldalán. A Glee című zenés vígjátéksorozat ihlette meg a műsort.
Szeptember 17-én, Anastacia születésnapján Burning Star címmel debütált az új szerzemény, amelyet Nataliával rögzített. November 2-án, a De laatste című televíziós műsorban adták elő a dalt.
Később szerepet kapott a Valerio Zanoli által rendezett All You Can Dream (Minden, amit megálmodsz) című amerikai filmben, amelyben önmagát alakította, illetve egy őrangyal szerepét is magára öltötte. Zanoli így beszélt a filmről: „Ez egy vicces családi film, meztelenkedés, drogok és minden ilyesmi nélkül. Sok olyan film létezik, aminek hasonló társadalmi üzenete van. Ez egy jó lehetőség, hogy a családok együtt legyenek, és együtt töltsenek egy kis időt”. 2010 novemberétől pedig egy újabb fellépéssorozaton vett részt az énekesnő: a Here Come the Girls második szakaszán. Anastaciához és Luluhoz Heather Small brit popénekesnő csatlakozott.
2011. január 6-án megkezdődtek a koncertpróbák, január 14-én pedig kezdetét vette a Natalia Meets Anastacia show-műsor, amely öt koncertből állt, és január 22-én ért véget. A showra 130 ezer jegy kelt el, és számos dalt adtak elő Anastacia slágerei közül is. A koncerteknek a belga Sportpaleis Aréna – a világ harmadik legnagyobb koncertterme – adott otthont.
Február 14-én New Yorkba látogatott, ahol a Radio City Music Hallban Gigi D’Alessióval lépett fel. A nyár folyamán egy új dalt (If I Was Your Boyfriend) rögzített DJ Tony Moran barátjával, akit már 18 éves kora óta ismer az énekesnő. A szerzemény felkerült Moran stúdióalbumára, majd kislemezként is kiadták. A zenész számára „hihetetlen élmény volt együtt dolgozni Anastaciával”.
Október 28-án bejelentette, hogy egy közös projekten dolgozik a Škodával. Ezt követően Ukrajnában, a Lviv Aréna október 29-ei megnyitóján lépett fel, ahol a 2012-es labdarúgó-Európa-bajnokság mérkőzéseit is megrendezték.
November 18-án megjelent a legfrissebb dala, a What Can We Do (A Deeper Love), DJ Tiësto közreműködésével. A szerzemény refrénje az 1993-as A Deeper Love című alkotás refrénjét tartalmazza, amely egy Aretha Franklin-dal.

### It’s a Man’s Worldés az újabb melldaganat (2012–2013)
Anastacia a 2012-es évet a Škoda Auto nagyszabású reklámkampányával kezdte. Ennek során Európa csaknem minden országában vetítésre került az új Skoda Citigo reklámfilmje, amelyben hallható a DJ Tiëstóval készített What Can We Do (A Deeper Love) című szerzeménye. Néhány kisfilmben az énekesnő is szerepet vállalt. Március 18-án megkezdte a prágai klipforgatási munkálatokat a dalhoz, amit a cseh autógyártó vállalat megbízásából készített el, ugyanis ez volt a 2012-es reklámkampányuk hivatalos dala. Az alkotás egy világraszóló promóciós kampány részeként jelent meg, illetve Anastacia visszatérésének kezdeteként. Eközben újra stúdióban dolgozott, és az új korong megjelenésén munkálkodott. Az ismert gitáros, Tim Pierce is közreműködött az énekesnő oldalán, akivel már többször dolgozott együtt. Az album producere pedig a közismert Glen Ballard.
Június 11-én a brit X Factor című műsorban vendégzsűritagként foglalt helyet Louis Walsh, Gary Barlow és Tulisa Contostavlos oldalán. Teljes állásban szerették volna a székben látni, ám programjai miatt nem vállalta el a felkérést, így végül Nicole Scherzinger látta el a feladatot. Július 8-án a szentpétervári White Nights Fesztiválon lépett színpadra Eros Ramazzotti oldalán, mint díjátadó. Az átadás előtt előadták az I Belong to You (Il ritmo della passione) című szerzeményüket. Ezt követően az új videóklip, a What Can We Do (A Deeper Love) július 16-án debütált. Július végétől a Night of the Proms keretein belül koncertezett az év végéig. Olyan helyekre látogatott el, mint például Svédország, Oroszország, Hollandia, Luxemburg vagy Németország, ahol a Simply Red frontemberével, Mick Hucknall-lel tette tiszteletét egy hamburgi sajtótájékoztatón.

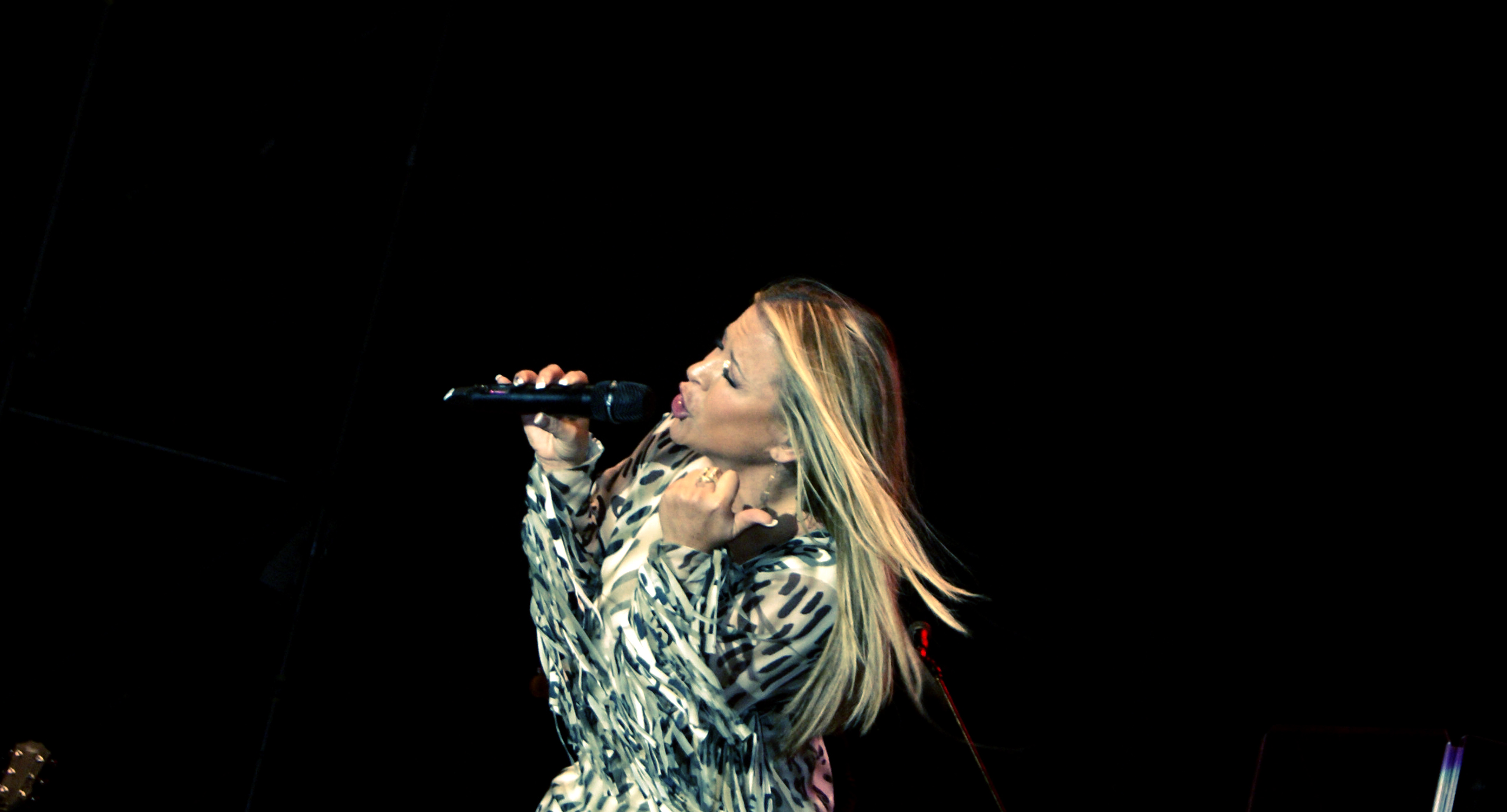
Olaszországi fellépése közben, 2012. július 12-én

Szeptember 17-én jelentette be, hogy a BMG Rights Management lemezkiadó céghez szerződött, illetve november 9-én jelenik meg az új feldolgozásalbuma, valamint a lemezcímet is megosztotta közönségével: az It’s a Man’s World nevet kapta az alkotás. Ekkor két album elkészítését írta alá a BMG cégnél.
Anastacia a Best of You című Foo Fighters-dalhoz október közepén egy videóklipet forgatott le Barcelonában, ami október 26-án látott napvilágot. A szerzemény az énekesnő feldolgozáslemezén szerepel olyan rockdalok mellett, mint például a You Give Love a Bad Name (Bon Jovi), a Dream On (Aerosmith), a Back In Black (AC/DC), a Sweet Child o’ Mine (Guns N’ Roses) vagy a You Can’t Always Get What You Want (The Rolling Stones). Slash, a Guns N’ Roses együttes gitárosa elismerését fejezte ki a művésznő irányába. Mint mondta, amikor meghallotta a Sweet Child o’ Mine című dal feldolgozását az énekesnőtől, nem hitt a füleinek, mivel ugyanabban az évben jelentette meg az Anastasia című szerzeményét. Egyfajta szinkronnak nevezte a dolgot önmaga és Anastacia között.
December 16-án csatlakozott a müncheni Olympiapark "Walk of Stars" zenei legendái közé: kézlenyomatát és aláírását hagyta a helyszínen az énekesnő. 2013 február elején megkezdte saját dalainak írását a következő nagylemezre, illetve az It’s a Man’s World elnevezésű turnéjára készült, amelynek indulását április 8-ra tervezte. Mint ahogy közösségi oldalán volt olvasható, ez egy különleges lehetőség lett volna a közönség számára, ugyanis élőben hallhatták volna Anastacia előadásában a világ legismertebb rockzenekarainak szerzeményeit.

#### Kiújult a melldaganat
2013. február 27-én hivatalos közleményt adott ki közösségi oldalán: tíz év után ismét melldaganatot diagnosztizáltak nála az orvosok. Emiatt az It’s a Man’s World koncertkörutat törölni kényszerült. Ezt követően arra törekedett, hogy felépüljön, ám továbbra is stúdióban dolgozott szerzeményein, és új dalokat rögzített. Eros Ramazzotti, Elton John és Mick Hucknall is támogatásáról biztosította őt. Az olasz virtuóz egy római fellépésre invitálta, és azt szerette volna, hogy közösen énekeljék el az I Belong to You (Il ritmo della passione) című szerzeményüket. Azelőtt még soha nem látott támogatások százezrei indultak meg Anastacia felé.
Kezelései alatt is folytatta a stúdiómunkálatait. Később azonban egy időre elvonult a nyilvánosság elől, mivel a kezeléseinek egy intenzív szakaszához érkezett abban az időben. Kis idő elteltével kijelentette, hogy napról napra jobban van, és gyógyul. Július 3-án, néhány héttel a bejelentése előtt egy bejegyzést osztott meg hivatalos oldalán: „Daganat – Én választok, hogy meghatározzon-e, korlátozzon-e, legyőzzön-e, vagy lépjek és hagyjam......Magam mögött.”
Július 20-án, az öthónapos küzdelem után egy fényképet tett közzé hivatalos közösségi oldalán, amelyen a stúdióban látható munkatársaival karöltve, és ekkor tudatta a világgal, hogy második alkalommal is legyőzte a gyilkos kórt: „John Fieldsszel és Jamie Hartmannel hülyéskedünk a stúdióban. Nagyszerű, hogy visszatértem a dalszövegíráshoz. Egyébként: rákmentes vagyok, örökre.” Ezek után a világsajtó elismerően tudatta a hírt az emberekkel.
Októberben, a mellrák ellenes hónap kezdetén egy jelentős információt osztott meg a nyilvánossággal: Angelina Jolie és Sharon Osbourne után ő is a masztektómia, vagyis a melleltávolító műtét mellett döntött, miután az év elején másodszorra diagnosztizálták nála a betegséget. Ezután egy helyreállító rekonstrukciós műtéttel pótolták a melleit: az eltávolított hátizomból új melleket formáltak. Áprilisban hajtották végre a tíz és félórás műtétet, ám a Resurrection bemutatásának megkezdése előtt pár hónappal fejezték csak be a helyreállító műtéteket. „A masztektómia egy döntés volt az életért. A második mellrák könnyebb volt az elsőnél, mert megvolt az összes információ. Az első alkalommal majdnem megcsináltattam az operációt, de úgy döntöttem, várok, és meglátjuk, hogy visszatér-e. (…) A félelem most már tovaszállt! Soha nem aggódom a mellrák kialakulása miatt, mert nincs mellszövet. Ez minden, amit tehetek.”

#### Az első nyilvános szereplések az évben
Októberben egy brit televízió által közvetített műsorban, a Lorraine Showban jelent meg, ám nem személyesen, hanem a képernyőn keresztül: Los Angelesből kapcsolták az énekesnőt. Ekkor ismét nagy hangsúlyt fektetett a mammográfia-vizsgálat fontosságára. Kis idő elteltével pedig már elég erősnek érezte magát ahhoz, hogy kamerák elé álljon, és újra személyesen jelenjen meg a nyilvánosság előtt. November elején egy megtiszteltetés érte: különdíjjal jutalmazták Berlinben, a Men of the Year díjátadó gálán a mellrák-ellenes kampánya miatt. (2003 óta a The Anastacia Fund alapítványán keresztül folyamatosan pénzt gyűjt a mellrák-kutatásra, és annak megelőzésére). Hosszú idő után újra színpadra lépett slágereivel. A díjazottságával történelmet írt, hiszen ő volt a második nő (korábban Annie Lennoxot díjazták az AIDS elleni harcáért), akit ezen az eseményen kitüntettek. Ezután egy hónap sem telt el, és máris a második tiszteletbeli-díjat vehette át Düsseldorfban, a German Sustainability Award elnevezésű díjátadón: szintén a hosszú évek óta tartó kampányának köszönhetően. Decemberben megosztotta hivatalos közösségi oldalán, hogy a dalainak írását befejezte, az új stúdióalbum elkészült, ám a megjelenésére 2014 tavaszáig várni kell.

### Resurrection(2014–2015)

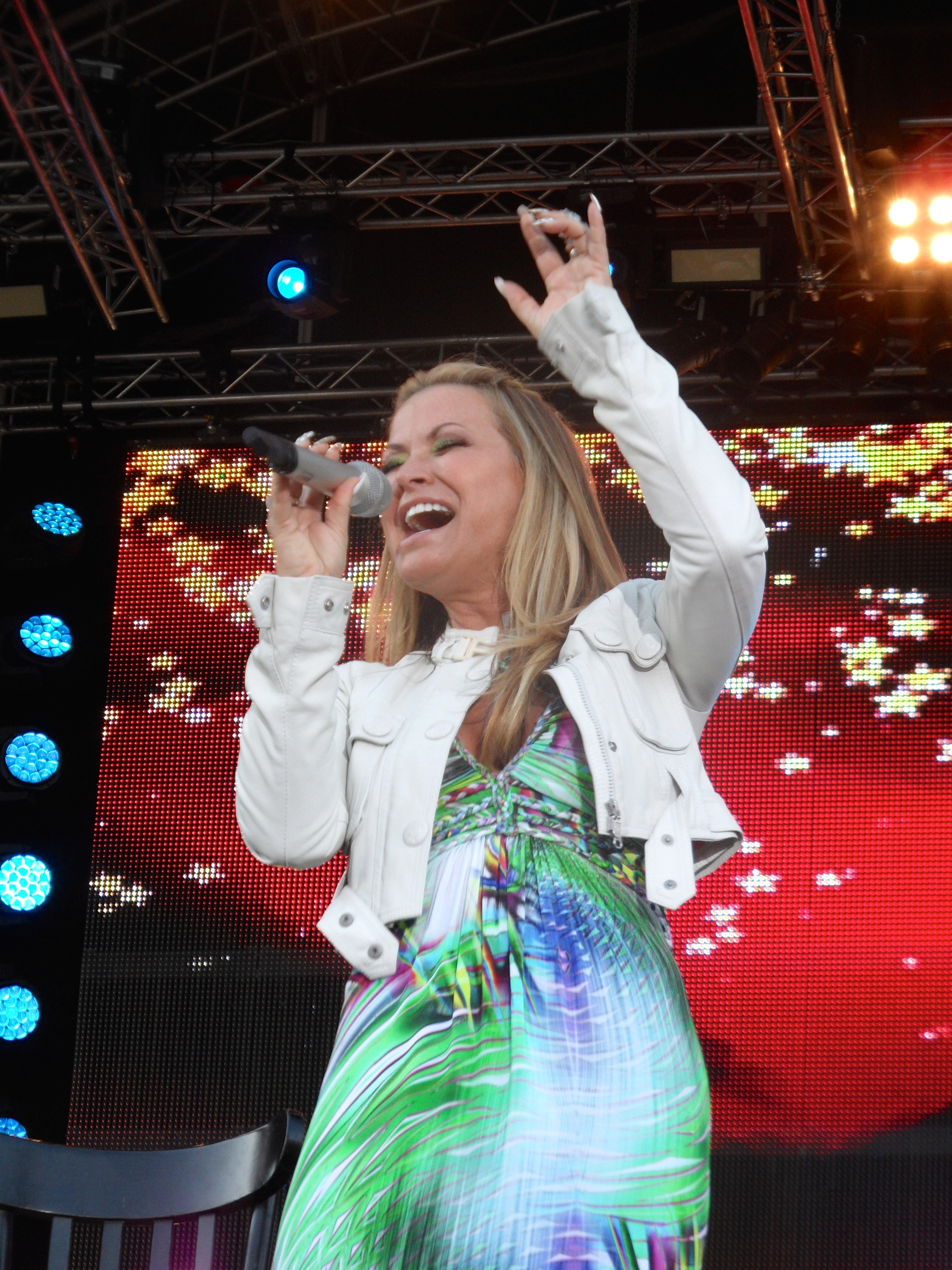
Németországi fellépése, 2014. július 19-én

Az énekesnő 2014 januárjában bejelentette, hogy készül a következő kislemezes videóklipje, amely az új korong előfutára is egyben. Később napvilágra került, hogy a kaliforniai Mojave-sivatagban található El Mirage Lake tómedernél zajlottak a munkálatok. A koreográfusi feladatokat Jason Myhre látta el, aki korábban a Live at Last Turné keretein belül dolgozott együtt Anastaciával. Március 13-án megerősítette a híresztelést, miszerint a legújabb nagylemez a Resurrection (Feltámadás) nevet viseli – ami arra utal, hogy az énekesnő sikeresen felépült a mellrákból, emellett az Anastacia név görögül feltámadást jelent –, illetve a korong első kislemeze a Stupid Little Things. Nem sokkal később a hivatalos lemezmegjelenési dátumokat is közzétette, melyekből kiderült, hogy május elején kerül a boltok polcaira az új alkotás szerte Európában. Március 21-én napvilágot látott a stúdióalbum első videóklipje, a Stupid Little Things.
Ezt követően megkezdte a legújabb nagylemez népszerűsítését Rómában, ahol egy tehetségkutató műsorban, az Amici di Maria De Filippiben is feltűnt, mint sztárvendég. Itt adta elő első alkalommal legújabb szerzeményét, a Stupid Little Things című dalt. 2014. május 5-én jelent meg Európa-szerte a Resurrection című nagylemez.
„Szerencsés vagyok, hogy énekesnőként tevékenykedhetek, mert azt mondják, ez egy gyógyászati segédeszköz, ha egy nehéz perióduson mész keresztül. Segít abban, hogy ha érzel valamit legbelül, 'le tudd tenni az asztalra'. Amikor az első alkalommal diagnosztizálták a daganatot, megírtam a Heavy on My Heartot, amellyel sikerült letennem egy hatalmas terhet, ami a szívemen volt. Ez egy áldás volt számomra” – mondta egy spanyol interjú keretei között.
Június 2-án megosztotta közönségével az ősszel induló Resurrection Turné állomásait. Június 23-án egészségügyi okok miatt lemondott néhány nyári fellépést, mivel orvosa sérvet diagnosztizált nála, ezért az elkövetkezendő hetekben nem utazhatott. A francia- és németországi helyszínek voltak érintettek az ügyben.
Július 17-én megerősítették, hogy Anastacia zsűritagként foglal helyet a Rising Star című német tehetségkutató műsorban a reggae-zenész Gentleman, az énekes-dalszerzőként tevékenykedő Sasha, valamint Joy Denalane, német énekesnő oldalán. A verseny augusztus 28-án vette kezdetét a német RTL-en. A csatorna szeptember 18-ig, minden csütörtök és szombat este tűzte képernyőre a műsort.
Szeptember elején az énekesnő következő választása a Staring at the Sunra esett, így kislemez formájában is megjelent. Szeptember 17-én a nyilvánosság elé tárta legújabb kisfilmjét: e dalhoz készült videóklipet. Ám a nézőközönség többsége kifejezte nemtetszését, és csalódásnak titulálta a videót, ugyanis Anastacia összességében csak néhány másodperc erejéig látható az alkotásban. Nem sokkal később reagált a negatív kritikákra: „Hagyom a véleményeitek áramlását, gondoljatok, amit akartok, de mindig mindennek van oka.”

#### Resurrection Turné

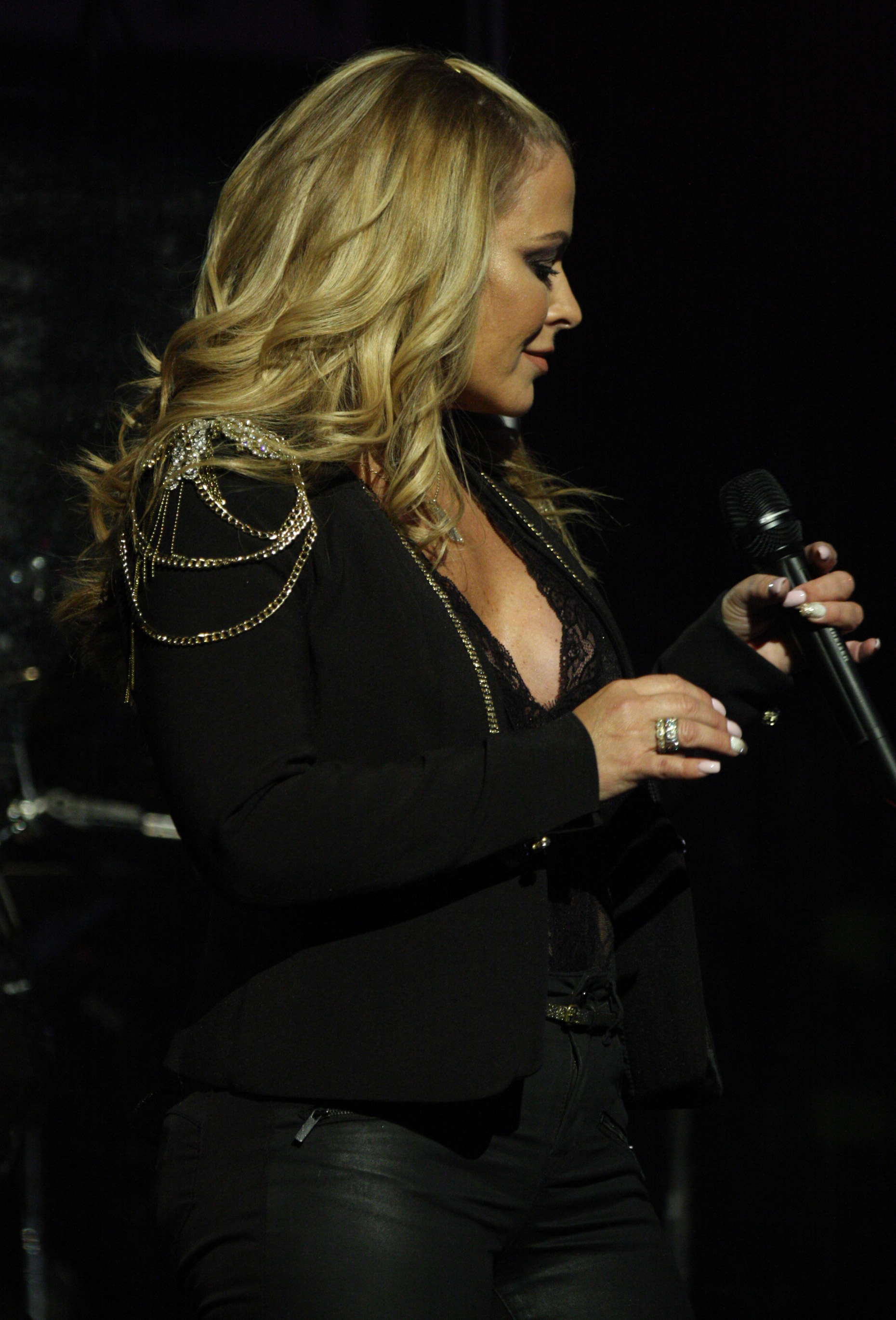
A Resurrection Turné egyik állomásán: Sydneyben, 2015. április 29-én

Október 19-én, Brüsszelben vette kezdetét a Resurrection Turné, másnap pedig telt házas koncertet adott Amszterdamban, csak úgy, mint a belga fővárosban. Október 22-én sejtető üzenetet hagyott közösségi oldalán: „Hallottam, hogy többet akartok látni belőlem… Tartsátok nyitva a szemeteket pénteken!” Két nappal később a Staring at the Sun című dal egy teljesen új videóklipje látta meg a napvilágot, amely a szerzemény remix-változata. Anastacia így vallott róla: „Attól a pillanattól kezdve tudtam, hogy videót kell hozzá gyártanom, amint meghallottam a remixet. Régimódi vagyok, a remixek kedvelője, mint tudja rólam az összes régimódi rajongóm!” Az alkotást Ricki Neil készítette.
Október 27-én betegen állt színpadra Milánóban, mivel gégegyulladással küzdött. Zenésztársai mellett a közönség segítette ki az énekesnőt a dalok előadásában, mivel nehezére esett énekhangokat kiadni magából. A show sztárvendége Kekko volt, az olasz Modà együttes énekese, akivel közösen adták elő a Lifeline című dal egy különleges verzióját (Lifeline / Luce per sempre), ami egy félig olasz nyelvű alkotás lett. Ezt követően Anastacia átütemezte a következő napok olaszországi koncertjeit.
Azonban október 31-én egy hivatalos közleményt adott ki közösségi oldalán: „Miután kénytelen voltam elhalasztani az olasz turné további állomásait az érzelmesre sikerült milánói fellépés után, sajnálattal jelentem be, hogy orvosi utasításra kényszerpihenőre vagyok ítélve, és a turné további fellépéseit el kell halasztanom. (…) Az orvosi utasítás szerint nem énekelhetek az elkövetkező 3-4 hétben. Sajnos ez az időszak túl rövid ahhoz, hogy átütemezzük a fellépéseket még erre az évre a karácsonyi ünnepek miatt és a rendelkezésre álló helyszínek hiányában. Ám, már szervezzük a jövő évi pótlást.”
Madridban és Milánóban is telt házas koncertekre került sor, emellett Rómában, Padovában, Kölnben és Frankfurtban is elkelt az összes belépőjegy, viszont ezekre a fellépésekre már nem került sor. Ígéretéhez híven, Anastacia nem sokkal később közzétette az átütemezett európai dátumokat és helyszíneket. Ekkor kiemelték, hogy a korábban megvásárolt koncertjegyek továbbra is érvényesek. November 18-án megosztotta a Lifeline / Luce per sempre című dal kisfilmjét, amelyben Kekko működött közre.
2015. január 11-én kezdetét vette a turné folytatása, amely néhány hónappal korábban szakadt félbe. Olaszországban indult a show, ahol négyszer egymás után állt közönsége elé a művésznő: Rómában, Firenzében, Milánóban, és Padovában. Az országban való tartózkodása során az olasz BMG-től átvehette a Stupid Little Things kislemezért járó kitüntetést, miután a korong elérte az aranylemez minősítést.

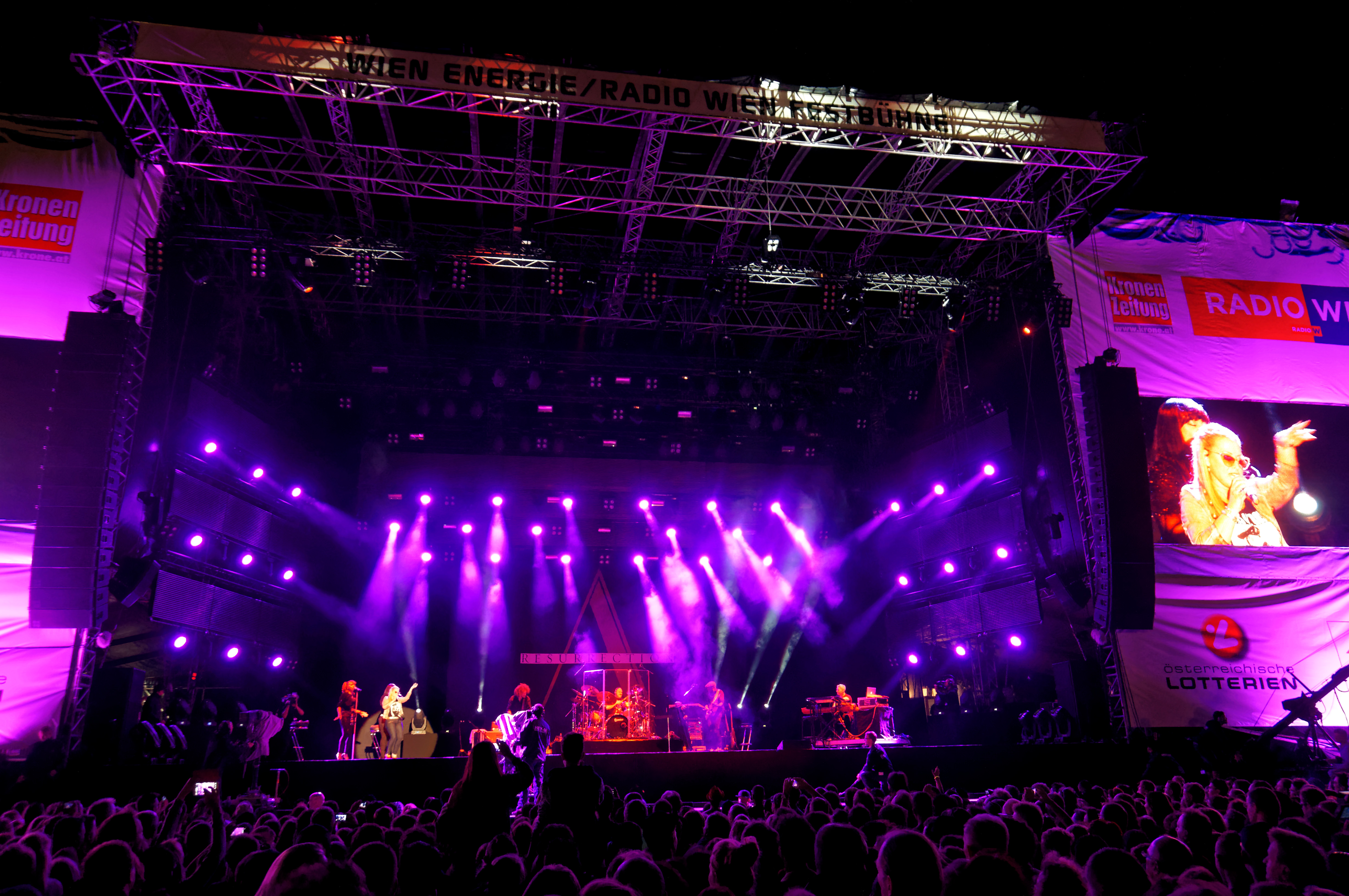
Koncertturnéja a bécsi Dunasziget Fesztiválon, 2015. június 27-én

A körút első európai szakasza április 18-án, Lengyelországban ért véget. Ezután április 29. és május 10. között Ausztráliában népszerűsítette a turnét: az első koncertre Sydneyben került sor. 13 év után először tért vissza ide, ahol utoljára 2002-ben lépett fel. A fellépések előtt e kontinensen került megrendezésre először az úgynevezett "Meet & Greet", ami a művésznővel való találkozást jelenti a színfalak mögött.
Egy kisebb szünet után visszatért Európába: június 19-én Németországba vezetett az útja, ahol háromszor lépett színpadra. Az egyik ilyen előadása során brémai filharmonikusokkal működött közre. A nyári turnészakasz keretein belül több zenei fesztiválon is tiszteletét tette. 2015. június 27-én a bécsi Dunasziget Fesztiválon sztárvendégként koncertezett, ahol több mint százezer ember előtt énekelt a nagyszínpadon. Az osztrák lakosok a televíziók képernyőjén keresztül is nyomon követhették az eseményeket, mivel egy csatorna élőben közvetítette a fellépést.
A Resurrection Turné Olaszországban zárult augusztus 28-án. Az énekesnő a következő szavakkal búcsúzott: „A szívem tele van örömmel és szomorúsággal is. A Resurrection Turné túlnyomórészt egy csodás élmény volt. Azt hiszem, mindenki, aki eljött a koncertekre, gyönyörű ajándékokat küldött, érzelmes leveleket írt, és a szívét és lelkét adta nekem minden show-n. Ezzel azt mondom, hogy nincs vége, csak 'viszlát később'. A következő turnéig.”

### Ultimate Collection,Strictly Come DancingésA 4 App(2015–2017)
2015 július elején egy rádiós interjú során elmondta, hogy új albumon munkálkodik, amely egy válogatáslemez, és az Ultimate Collection nevet viseli. Az "ultimate" (végső) szó kapcsán hozzátette, hogy ez az utolsó gyűjteménye zenei karrierje során, ám nem az utolsó munkája. Szeptember 28-án egy brit rádióban, a BBC Radio 2-n volt először hallható az első kislemezes dal, ami az egyetlen új alkotás a válogatásalbumon: a Take This Chance. A korong 2015. november 6-án látott napvilágot, és az énekesnő legismertebb slágerei mellett egy új szerzeményt és egy feldolgozásdalt (Army of Me) is tartalmaz. A lemezen 19 alkotás foglal helyet, amely a Sony Music Entertainment gondozásában jelent meg, ugyanis Anastacia 8 év után visszatért e lemezkiadóhoz: „Visszatértem, otthon vagyok és nem is lehetnék boldogabb”.
A megjelenést követően az Egyesült Királyságban, Olaszországban és Németországban interjúk keretein belül mutatta be legújabb munkáját. Október 19-én közzétette a Take This Chance-hez tartozó kisfilmet, amely visszatekint karrierjének elmúlt 16 esztendejére. Október 31-én először adta elő élőben az Army of Me-t, ami eredetileg egy Christina Aguilera-dal. Később bejelentette, hogy az Ultimate Collection az "Official UK Charts" Top 10-es listáján debütált.
November 12-én a Who’s Loving You? című dalt rögzítette az Auryn spanyol együttessel. Az alkotás december 4-én jelent meg, és a zenekar Ghost Town című lemezén hallható. November 17-én Anastacia közzétette a The Ultimate Collection Turné első szakaszának európai állomásait. November 28-án, Rómában a The Children for Peace gálára került sor, ahol egy különleges előadói díjjal jutalmazták.
2016 január elején végső műtéti beavatkozásokon esett át a masztektómia kapcsán. Február 20-án megjelent a Who’s Loving You? című szerzemény dalszöveges videója.
Április 3-án, Olaszországban vette kezdetét a The Ultimate Collection Turné, ahol háromszor lépett színpadra a művésznő: Padovában, Milánóban és Bolzanóban. Április 9-én debütált a Who’s Loving You című dalhoz készült videóklip az Auryn együttes hivatalos YouTube-csatornáján. Nem sokkal később az énekesnő hivatalos oldalán közleményt adtak ki, miszerint kényszerpihenőre ítélték orvosai felső légúti fertőzése miatt. A svájci és a németországi koncertek voltak érintettek ez ügyben. Ezt követően bejelentették az átütemezett koncertdátumokat. Az április 21-ei, luxemburgi koncertjén lerótta tiszteletét az amerikai zenész, Prince emléke előtt, aki aznap vesztette életét. Anastacia a Purple Rain című szerzeményt adta elő közönsége előtt. 18 hét után – több mint 50 fellépéssel a háta mögött –, augusztus 4-én, Olaszországban ért véget a koncertsorozat első része.

#### A táncverseny és az első koncertalbum
2016. augusztus 19-én bejelentették, hogy versenyzőként csatlakozik a szeptember 23-án induló, BBC One-on futó Strictly Come Dancing című táncos show-műsor 14. évadához. A műsor folyamán minden versenyző egy hivatásos táncpartnerrel lép a bálterem színpadára. (A show magyar változata a Szombat esti láz). Anastacia táncpartnere Brendan Cole, hivatásos táncos volt.
Annak ellenére, hogy orvosai pihenőt javasoltak neki, az október 1-jei versenyszámot fájdalmak közepette táncolta végig, ugyanis a próbák során felszakadt az egyik sebhelye, ami a korábbi masztektómia során keletkezett. Cole állítása szerint a sérülés miatt megváltoztatták a koreográfiát a verseny reggelén. Habár a két legkevesebb szavazatot kapott versenyző közül Anastacia volt az egyik, a történtek miatt a stábbal közösen úgy döntöttek, hogy a párbaj-táncot már nem adják elő partnerével. A nézői szavazatoknak köszönhetően végül versenyben maradt. A negyedik héten párbajozni kényszerült, mivel nem rendelkezett elég szavazattal. Ám 4:0 arányban a zsűritagok bizalmat szavaztak Anastaciának és megmentették a kieséstől. Az október 22-ei adásban az ideiglenes táncpartnere Gorka Márquez volt, mivel Brendan Cole orvosi utasításra nem vállalhatta a versenyt mellkasi fertőzése miatt.
A hatodik héten – a Halloween-est után –, a zsűri egyhangú döntése alapján az énekesnő távozott a műsorból. Úgy vélte, a zsűritagoktól is jó kritikákat kapott, akik álló tapssal búcsúztak Anastaciától. „Nagyon élveztem, hogy itt lehettem! Számomra ez volt az a hely, ahol megismertem a női oldalamat, és ez a hely ezt lehetővé tette számomra. A haj, a smink, a gyártás... A zsűritől nagyszerű értékeléseket kaptam; úgy értem, ti, srácok, csodásak vagytok! Így működtetni ezt a családot... Gyönyörű ez a család! És ti, Egyesült Királyság, mindannyian tudjátok, miért nézitek a műsort: mert bámulatos! És Te (Brendan) elképesztő vagy! Nagyon köszönök mindent!”
| Adás / Dátum            | Tánc / Dal                       | A zsűri pontszámai  | A zsűri pontszámai | A zsűri pontszámai | A zsűri pontszámai | Összpontszám |
| Adás / Dátum            | Tánc / Dal                       | Craig Revel Horwood | Darcey Bussell     | Len Goodman        | Bruno Tonioli      | Összpontszám |
| ----------------------- | -------------------------------- | ------------------- | ------------------ | ------------------ | ------------------ | ------------ |
| 1. hét / szeptember 24. | Csacsacsa / Lady Marmalade       | 8                   | 7                  | 7                  | 6                  | 28           |
| 2. hét / október 1.     | Salsa / Sax                      | 4                   | 6                  | 6                  | 6                  | 22           |
| 3. hét / október 8.     | Bécsi keringő / A Thousand Years | 6                   | 7                  | 7                  | 7                  | 27           |
| 4. hét / október 15.    | Rumba / The Way We Were          | 6                   | 7                  | 7                  | 7                  | 27           |
| 5. hét / október 22.    | Quickstep / My Kind of Town      | 7                   | 7                  | 8                  | 8                  | 30           |
| 6. hét / október 29.    | Jive / Bat Out of Hell           | 4                   | 7                  | 7                  | 7                  | 25           |

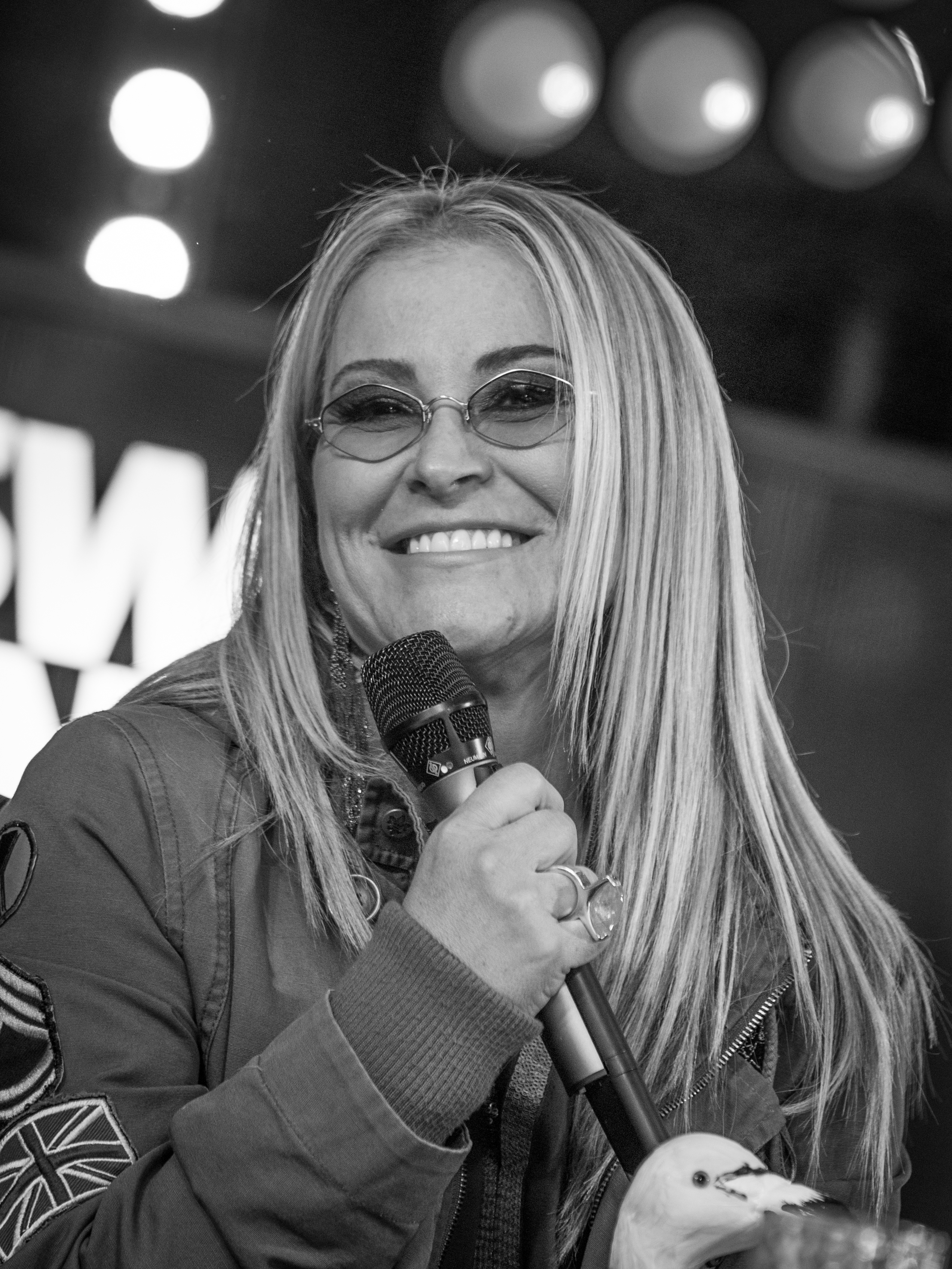
2017. szeptember 14-én, Németországban.

2016. október 19-én bejelentette, hogy legújabb lemeze az év végén jelenik meg. Elmondása szerint egy különleges albumról van szó, ám a részleteket ekkor még nem fedte fel. Október 31-én közzétette a 2017-es The Ultimate Collection Turné állomásait. November 4-én, egy élő videóközvetítés keretei között osztotta meg közönségével az új korong címét, amely az A 4 App (A = Anastacia; App = Application) nevet viseli. A legutóbbi turné során, az Anastacia okostelefon-alkalmazáson keresztül, estéről-estére lehetett szavazni a felkínált dalokra, amelyek közül egy szerzemény bónuszként csendült fel az aznapi koncerten. Anastacia úgy döntött, hogy a korábban felsorakoztatott dalok élő felvételes verziója kerüljön rá a lemezre. December 9-én közzétette a hivatalos albumborítót, amelyet egy magyar tervezőgrafikus készített. December 16-án megjelent az A 4 App elnevezésű első koncertalbuma.

### Evolution(2017–2018)
2017 január végén megerősítette, hogy új stúdióalbumon dolgozik, amit szeptemberben kíván a közönség elé tárni; a lemez előfutára pedig nyár végén kerül nyilvánosságra. Március 10-én debütált a Ti amo című duett, melyben az olasz előadóművész, Umberto Tozzi oldalán működött közre. A dal eredetileg 1977-ben látott napvilágot, vagyis a 40. évfordulója alkalmából készítették el az új, duett verzióját. Március 11-én, Németországban pedig megkezdődött a The Ultimate Collection Turné második szakasza. Április 4-én megjelent a Ti amo című duetthez készült videóklip.
Május 27-én Manchesterben, június 8-án pedig Londonban adott koncertet. A fellépéseket rögzítették és koncertalbumok formájában jelentették meg azokat Live at the Eventim Apollo Hammersmith 2017, illetve Live at the O2 Apollo Manchester 2017 címmel. Augusztus 12-én Belgiumban fejezte be a 2016 óta tartó koncertkörutat. Anastacia 110 fellépést tudhat a háta mögött.
2017. június 17-én bejelentette hetedik nagylemezének címét: az Evolution (Evolúció) nevet viseli az alkotás. Július 21-én nyilvánosságra hozta új lemezkiadóját: a Universal Music Grouphoz szerződött. Július 28-án napvilágot látott az album első kislemeze, a Caught in the Middle. Augusztus 4-én megjelent a dalhoz készült kisfilm; két héttel később pedig közzétette a korong hivatalos dallistáját. Szeptember 1-jén Wachauban először adta elő a Caught in the Middle-t. A megjelenés előtt néhány nappal megkezdte a lemez bemutatását Németországban, illetve Olaszországban.
Szeptember 15-én jelent meg az Evolution című stúdióalbum, és elérhetővé vált a Spotify, az Amazon és az iTunes weboldalakon. Szeptember 27-én az énekesnő megosztotta az Evolution Turné első állomásait, ami 2018. április 19-én, Hollandiában indult útnak. Júniusban az Egyesült Királyságban lépett fel, ahol Lionel Richie sztárvendége volt a zenész All The Hits turnéján. Augusztus 26-án Németországban, Mönchengladbachban ért véget a koncertturné.
Október 5-én debütált az Another Night című Real McCoy-dal feldolgozásának videóklipje Anastacia közreműködésével. Október 19-én Alex Christensen és a The Berlin Orchestra kiadta a Classical 90s Dance 2 című feldolgozásalbumot, amelyen az énekesnő is helyet foglal a Mr. Vain (Culture Beat) és az Another Night című dalokkal. November 9-én pedig visszatért a színpadra: néhány koncert erejéig folytatódott a turné. Végül december 1-jén Ausztriában, Saint Anton am Arlbergben fejeződött be. Anastacia több mint 70 állomást, és 20 országot tudhat maga mögött. Az eseményen több mint 320 ezer ember vett részt.

### We Will Rock You, Álarcos énekesés az új turné (2019–2023)
2019. január 23-án Anastacia és a TEC Entertainment bejelentette, hogy 2019 novemberében ünnepli színházi debütálását, mint Killer Queen (Gyilkos Királynő) a We Will Rock You című Queen-musicalben. A nemzetközi musical látványos változata teljes egészében angolul, a Peeparrow Entertainment közreműködésével készült. A színdarabnak korlátozott számú előadása volt Amszterdamban, Hágában és Hengeloban. Az olasz színházi rendező, Massimo Piparo rendezte a darabot: „Egy "fekete" hangot akartam a Killer Queen szerepére: amilyen Anastaciának van. Az első kérdésem az volt, hogy szereti-e a Queent, amire igennel felelt – ez volt a feltétel. Ezenkívül Anastacia énekelt dalokat a Queentől a saját koncertjein; 2003-ban pedig fellépett az együttessel Dél-Afrikában”.
Május 5-én jelentette be, hogy az American Night című mozifilm betétdalának szerzője lesz.
Október 4-én az énekesnő közzétette a We Will Rock You című musical időpontjait, amely november 27-én, Hengeloban vette kezdetét, majd Amszterdamban és Hágában folytatta útját. További elfoglaltságai miatt 2020. január 12-ig vállalta el a színházi szerepet. Egy kritikában úgy fogalmaztak, hogy „Anastacia bámulatos, mint Gyilkos Királynő. Énekhangja tökéletesen illik a Queen repertoárjához; a Fat Bottomed Girls című dal előadása a show egyik legfontosabb eleme. Habár nem színésznő, elbűvölő a maga módján. Duettje Stanley Burlesonnal, az A Kind Of Magic nagyszerű. Stanley lélekkel teli hangja és Anastacia erőteljes hangzása egy tökéletes keverék”.
2020 január végén Új-Zélandon lépett fel a Summer Concert Tour koncertsorozaton, ahol többek között Billy Idol, George Thorogood and the Destroyers, és a Smash Mouth is feltűnt. Február 8-án Bécsben, a Ball der Wiener Wirtschaft bálon lépett színpadra.
Szeptember 13-án kétezer példányszámban, bakelitlemezen jelent meg a húszéves Not That Kind. 2020. november 27-én jelent meg a Good Night Songs for Rebel Girls című album, melyen Anastacia is közreműködött. Kelly Clarkson Stronger című dala hallható az énekesnő előadásában.
2021 első felében nyaki porckorongsérv műtéten esett át az énekesnő. A világjárvány óta először augusztus 28-án Belgiumban, a BuikRock Fesztiválon lépett fel. Szeptember 9-én pedig a Velencei Nemzetközi Filmfesztiválon vett részt, ahol az American Night című film betétdalát adta elő élőben. (A film világpremierje is itt volt). Anastacia önmagát alakította az alkotásban: a mozifilm általa írt betétdalát adta elő.
Október 5-én ért véget az ausztrál Álarcos énekes (The Masked Singer Australia) című televíziós műsor harmadik évada, amelynek győztese Anastacia lett, ugyanis az énekesnő rejtőzött a Vámpír jelmez alatt. Így ő lett az első amerikai énekesnő, aki megnyerte a versenyt.

#### I'm Outta Lockdown Turné – A 22. évforduló
2021. november 23-án bejelentette, hogy I'm Outta Lockdown Tour – The 22nd Anniversary címmel turnéra indul 2022-ben. A turné eredetileg az I'm Outta Love (2000) című debütáló kislemezének 20. évfordulója alkalmából került volna megrendezésre, ám a koronavírus-járvány miatt elhalasztották.
2022. február 7-én megjelent az American Night című szerzeménye – amely a vele azonos című film betétdala lett –, valamint a hozzá készült videoklip is.
Szeptember 15-én Lisszabonban indult útnak I'm Outta Lockdown turnéja, azonban egy héttel később tizennyolc koncert halasztásra került hangszalag problémái miatt. Október 22-én visszatért a színpadra, néhány nappal később pedig bejelentette az átütemezett koncertdátumokat. Egy hónappal később azonban újabb koncertek kerültek halasztásra betegsége miatt, mivel az énekesnő ekkor még nem épült fel teljesen.
2023. január végén Anastacia visszatért Európába a koncertturnéval, aminek első szakasza februárban fejeződött be Németországban. Márciusban Spanyolország egyik leghíresebb karneválján lépett fel, a Carnival of Las Palmas de Gran Canaria 25. évfordulóján.

### Our Songs (2023-tól napjainkig)
2023. március 14-én bejelentette, hogy új kislemeze tavasszal érkezik, amelynek videoklipjét Lisszabonban forgatták le. Április 27-én megjelent legújabb videoklipje, a Best Days, ami a német punkrock-együttes, a Die Toten Hosen "Tage wie diese" című szerzeményének angol nyelvű feldolgozása. A dal másnap vált elérhetővé a streaming platformokon.
Május 19-én a francia Álarcos énekes 5. évadában Kenguru jelmezben tűnt fel Elton John Don’t Let the Sun Go Down on Me című dalával, mint vendégművész. Június 3-án, Dániában kezdetét vette az I’m Outta Lockdown Turné nyári szakasza. Július 9-én közzétette, hogy új lemeze, az Our Songs szeptember 22-én jelenik meg. Az album következő kislemeze a július 14-én kiadott Supergirl lett, amely a Reamonn német pop-rockegyüttes dalának feldolgozása. Ezt követően közzétette a dallistát is. Augusztus 25-én megjelent a korong legújabb kislemeze, a Now Or Never, valamint a hozzá készült videoklip is.
Szeptember 21-én közzétette a Just You (eredetileg So bist du) című duettjét, egyben videoklipjét, amit a legendás német énekessel, Peter Maffay-jel vett fel közösen. Aznap bejelentette az énekesnő, hogy sztárvendégként csatlakozik hozzá a zenész 2024-es búcsúturnéján. Szeptember 22-én megjelent nyolcadik stúdióalbuma, az Our Songs. A feldolgozásalbumon hallható dalok többségét német nyelvről fordították le angol nyelvre.
2023 decemberében a Night of the Proms keretein belül koncertezett Németországban. Itt James Morrison brit énekessel is színpadra lépett, akivel a zenész Broken Strings című dalát adta elő.

## Művészete

### Hangi adottságai
„Hangos, hangosabb, és leghangosabb!” – mondta Anastacia a hangjára utalva, amikor megkérdezték tőle, hogy mi az a három szó, amivel a leginkább le tudná írni önmagát. Sosem vett énekórákat, soha nem volt tanára és sosem tanulta meg kezelni a hangját, ami szerinte egyszerűen csak megszólal: füstösen és soulosan. Próbálni és bemelegíteni sem szokott. Autodidaktának vallja magát, aki egyedül sajátított el mindent. Mint kiderült, a cigarettafüst és az alkohol a legártalmasabb a hangjának, ami véleménye szerint úgy szól, ha beteg, mint Barry White-é.
Vokális tartomány: drámai alt (mély hangok között mozog), amely több mint 2 oktávot fog át: 2 oktávot és 7,5 hangjegyet (BB2 – A5).
Vokális erősség: erőteljes, mély hang a közép regiszterekben. Kényelmesen mozog a hangszínében: az alsó és a felső tartományban egyaránt. Általában modern popra, de jazzműfajra is alkalmas a hangja. A mellhang könnyen rezonál (vagyis azonos hullámhosszon szól), miközben kiterjed az ötödik oktávra – könnyedén megtartva erejét. A fejhang lágyan – erre példa a Left Outside Alone intrója (0:00 – 0:37) –, ezzel szemben a mellhang erőteljesen szólal meg.
Szakértők szerint továbbra is nehéz besorolni egy kategóriába az énekesnő hangját. Korábbi háttérénekese, Lorraine Cato úgy véli, hogy a művésznő hangfekvése alt, ám üti a szopránt. Lisa Braudé, Anastacia egykori menedzsere már az első találkozásuk alkalmával, 1997-ben így fogalmazott: „Olyan hangok, mint a tiéd, csak egyszer jönnek egy évszázadban!” 
Karrierje kezdetén, erőteljes hangját hallva – ami miatt gyakran a zenei legendákhoz, Tina Turnerhez és Aretha Franklinhez hasonlítják – az emberek azt gondolták, hogy Anastacia egy színes bőrű előadóművész. Számára megtiszteltetés, hogy a világhírű énekesnőhöz, Tina Turnerhez hasonlítják. Eleinte amint énekelni kezdett, feltették a kérdést, miszerint: »Biztos vagy benne, hogy nincs színes bőrű a családodban?«
1999-ben így jellemezték hangi adottságait: „Igazán különleges. Nagyon nehéz szavakkal leírni. Egy csodás énekesnő, egy csodás előadóművész” – Sam Watters, producer. „Olyan nagy, és olyan erőteljes! Annyi erő van benne! Csodálatos” – Lisa Lopes, amerikai énekesnő. „Anastacia egy nagy sztár lesz. Olyan a hangja, amit ha egyszer hallasz, sosem felejtesz el” – fogalmazott Ric Wake, zenei producer.
Jorg Hacker, az Epic Records ügyvezető igazgatója egy interjúban fejtette ki gondolatait: „Amikor meghallottam az I’m Outta Love-ot, azt gondoltam: »Váó, egy újabb jó hangú fekete művész!« De amikor közölték, hogy ő egy fehér nő, nem akartam elhinni!” 
2001-ben arra a kérdésre, miszerint milyen énekesek inspirálták, hogy énekeljen, így felelt: „Engem csak az életem későbbi szakaszában inspiráltak; és Aretha Franklin, Chaka Khan, Mariah Carey tipikus dívák lehettek. Mindig is szerettem ezeket az énekesnőket, de senki sem inspirált arra, hogy énekesnő legyek. Nem hatott rám egyik művész sem. Tulajdonképpen tudatosan nem sokat foglalkoztam a zenével.”
Luciano Pavarotti úgy vélte, hibátlan a nyelvmozgása, és minden izmával jól bánik, emiatt elcsodálkozott, hogy semmiféle képzést sem kapott az énekesnő. Mint mondta, ha rosszul csinálna valamit, megsínylené a hangja és gyakran berekedne. Az olasz művész áldását adta Anastacia technikájára.
„A hangja olyan, mintha a szirénát keresztezték volna a drag queennel, RuPaullal. Majd micsoda meglepetés tárul elénk, amikor benyitunk hozzá az ajtón, hogy felfedjük, ki a tulajdonosa e hangnak, és ekkor egy kicsivel több, mint 150 centiméter magas hölgy jelenik meg” – Christa D'Souza, ausztrál újságíró jellemzése a The Age magazinban, 2002-ben.

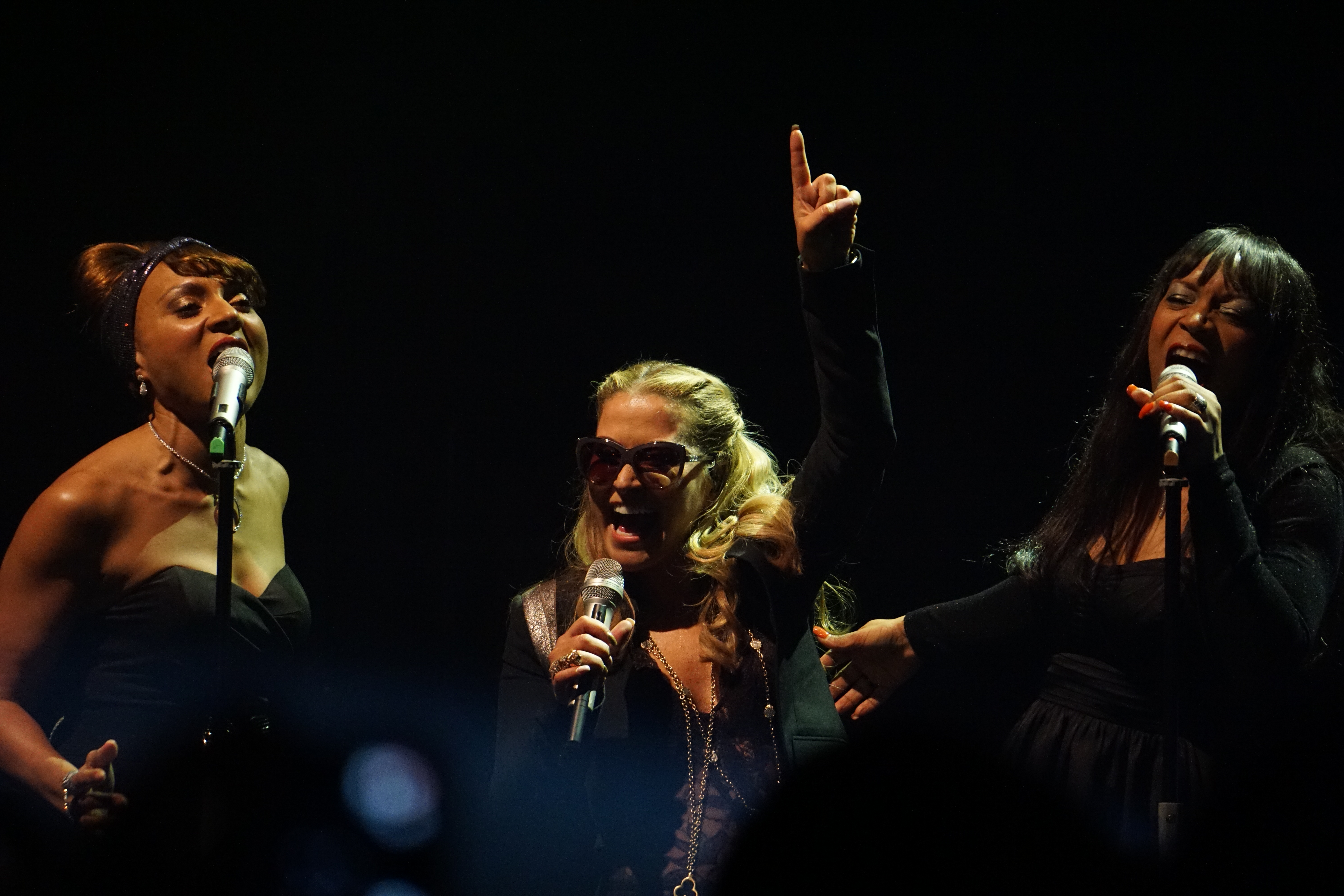
Koncertjein a zenére és az énekre helyezi a hangsúlyt (Resurrection Turné, 2015)

2003-ban, egy jótékonysági rendezvényen Mariah Careyvel énekelt együtt, aki a színfalak mögött felkereste Anastaciát, és azt állította, hogy szereti a hangját. Emellett a Not That Kind lemezével kapcsolatban elismerését fejezte ki, ami szintén elnyerte a tetszését.
„Amikor először hallottam őt énekelni, azt hittem, hogy egy fekete énekesnő. Úgy hangzott, mint Tina Turner. Kíváncsi lettem, hogy ki ez a nő. Amikor megtudtam, hogy Anastacia a neve, nem hiszem, hogy egy pillanatra is azt gondoltam, hogy fehér bőrű. A hangja bámulatos és lélekkel teli. Egy nagyszerű, élő előadóművész” – nyilatkozta Elton John egy 2004-es televíziós interjúban.
Az Eros Ramazzottival felvett duettről, az I Belong to You (Il ritmo della passione) című dalról így nyilatkozott Lisa Haines a Pieces of a Dream című válogatáslemezhez tartozó kritikájában: „A lenyűgöző duett egy lágyabb oldalát mutatja meg annak a keménységnek, amely annyira jellemző Anastacia hangjára, és olyan erőkifejtéssel ér véget, hogy még Céline Dionra is szégyent hoz.” Majd így folytatta: „Megdöbbentőek a vokális képességei. (...) A Pieces of a Dream lenyűgöző az elejétől a végéig, amely további bizonyíték Anastacia figyelemre méltó tehetségére.”
A Heavy Rotation albumról szóló kritikában az állt, hogy az énekesnő eltéveszthetetlen hanggal rendelkezik, emellett úgy vélik, a lemez egyik fele emlékeztet arra, hogy mi tette Anastaciát sztárrá: „a hatalmas hangja”.
A Daily Mail az egyik „leghangosabb hangnak” nevezte a zeneiparban. A New York Times pedig egy karizmatikus művésznek és egy vokáljelenségnek titulálta Anastaciát. Mindemellett az MTV Asia egy csodának nyilvánította az énekesnő hangját, illetve az egyik legerősebbnek tartják a világon.
A Greenstone Entertainment weboldalán úgy fogalmaztak, hogy „Nagyon kevés olyan énekes van az univerzumban, aki "beágyazza" a teljesen egyedi hangszínét, amit azonnal, kétségtelenül felismerünk. Ez a magával ragadó, lélekkel teli, nagy hang biztosítja a szupersztár-státuszát”.

### Zenei stílusai és hangzásvilága
Zenei stílusai közé tartozik elsősorban a pop, a rock, a soul, illetve ezek ötvözete, a sprock – melyet 2003-ban alkotott meg az Anastacia című korong készületei során –, valamint a dance. Korábban elmondta, hogy száz százalékosan nem sorolná önmagát a popénekesnők táborába, mivel változatos a művészete, és nem ragaszkodik mindig ugyanahhoz a stílushoz. Úgy véli, a közönség is azokat szereti igazán, akik képesek más-más helyzetet kifejezni úgy, hogy közben valódiak maradnak. Különböző hangszereket szeret alkalmazni a dalaiban.
Amióta megalkotta a sprock műfajt, azóta úgy gondolja, hogy nem ő az egyetlen olyan énekesnő, aki ebbe a kategóriába sorolható. Véleménye szerint Pink és Kelly Clarkson is jó példa erre a stílusra, sőt, egy kicsit Katy Perry is beleillik ebbe a műfajba.
A 2000-ben és a 2001-ben megjelent lemezeken, a Not That Kindon és a Freak of Nature-ön különböző stílusú dalok hallhatóak. A pop, a soul, a dance (I’m Outta Love, Why’d You Lie to Me), az R&B (Made for Lovin’ You, Paid My Dues) és a diszkó mellett szerzeményeiben a funk stílusra (Not That Kind) jellemző stilisztikai elemek is felfedezhetőek. A Cowboys & Kisses a country-pop műfajba sorolható. Ezek egyvelege adja meg azt a stílust, melyet az énekesnő képvisel.
Egy 2002-es interjúban így nyilatkozott: „Nem vagyok hajlandó beilleszteni magamat egy formába, amilyen zene éppen akkor menő. Egyszerűen engedem a zenémnek az lenni, ami. A kiadómnak tetszett az, aki vagyok, és a kezdetektől fogva hittek az eredetiségemben. (...) Úgy gondolom, a zene szépsége az, hogy olyan sok utat ad a felfedezésre. A remixelők egy kis 'sercegést' adnak a dalaimnak. Ennek hála, előadóként teljesen új területekre léphetek, mert nem dance-daloknak írtam az alkotásaimat. A dalaim egyszerűen kifejezési formák, de ha technó ütemet raksz mögéjük, bumm! Már ott is vagy a dance porondon.”
Az énekesnő a rock műfajba is belekóstolt már. Ez elsősorban a 2004-es Anastacia című korong dalainál érzékelhető. Az album tervezésekor úgy érezte, más hangulatot kell adnia a zenéjének: ekkor rock-hangszerekkel kísérletezett. A betegségével kapcsolatos élmények rányomták a bélyeget a lemez hangzásvilágára. Azt szerette volna, hogy a hangja erőteljesebben szóljon – ez leginkább a Seasons Change, a Left Outside Alone, az I Do, a Time és a Rearview című daloknál észlelhető –, viszont a popzenei hangzást is meg akarta tartani. Véleménye szerint a túlzott vadság nem illik a hangjához. Ekkor született meg a soul, a pop, illetve a rock keveréke, melyet sprocknak nevezett el.
A 2008-as Heavy Rotationön ismét előtérbe kerül az R&B-hangzás. Akkoriban Anastacia az R&B énekessel, Ne-Yóval dolgozott együtt, aki a lemez egyik producere volt, illetve a kiadó motiválta, hogy folytassa ezt az irányvonalat, ami az első lemezre volt igazán jellemző. A kritikák szerint „visszafogja a gitárhangzást, és utat enged a dalok eklektikusabb gyűjteményének, ami a csillogó soul-funktól az akusztikus popzenéig terjed; egy kis technóval megfűszerezve.”
A 2009-es budapesti koncertje előtt így nyilatkozott a rock műfajról: „Amikor a daganattal harcoltam, a rockzene segített, hogy érezzem azt az erőt, amire akkor szükségem volt. A következő album írásakor – bár az négy évvel később volt – még nem szerettem volna ehhez visszatérni. De most, hogy kész az új album (Heavy Rotation), alig várom, hogy a következőt ismét jól megrockosítsam!” 
2012-ben visszatért a rockosabb hangzáshoz, ugyanis az It's a Man's World című feldolgozásalbumon legendás rockzenekarok dalai hallhatóak az énekesnő előadásában. A lemezen hallható alkotások ihlették meg a 2014-es Resurrection hangzásvilágát, amelyen újra keveredik a pop, a rock és a soul, vagyis ismét felszínre tör a sprock stílus.

## Jótékonyság

### Humanitárius tevékenységei
2001. május 29-én előadta az I Ask of You című szerzeményét az olasz operaénekessel, Luciano Pavarottival, a nyolcadik alkalommal megrendezett Pavarotti és Barátai nevezetű jótékonysági koncerten. A rendezvény az Afganisztánban élő embereket támogatta.
2001-ben egy újabb jótékonysági koncerten vett részt Michael Jackson, Beyoncé, Mariah Carey és más művészek (Céline Dion, Shakira, Ricky Martin, Usher, Justin Timberlake stb.) oldalán. E rendezvény az ikertornyok elleni támadásban (2001. szeptember 11.) elhunytak emlékére lett megszervezve. Ekkor adták elő a What More Can I Give című alkotást. Anastacia így mesélt erről: „A rendezvény előtt nagyon ideges voltam. Komolyan, úgy izzadtam, mint egy malac. A gondolat, hogy együtt énekelhetek Michaellel és Mariahval egy időben, leírhatatlan volt. Soha nem gondoltam volna, hogy életem bálványaival fogok együtt énekelni. A színfalak mögött találkoztam Mariahval, ugyanis odajött hozzám. Nagyon furcsa volt. Nem hittem volna, hogy tudja, hogy létezem. Amikor odajött, azt mondta, szereti a hangomat, és a Not That Kind lemezemet. Kiakadtam! Nem tudtam elhinni, hogy ilyen kedves, és két lábbal jár a Földön.”
2002. május 19-én a One Day in Your Life-fal lépett fel a Fun City Bowlon, a barátságos labdarúgó-mérkőzés szünetében, a Giants Stadionban. Az összegyűlt összeget pedig a 2001. szeptember 11-én életüket vesztett rendőrök és tűzoltók családjainak adományozták.
2003-ban, az első melldaganatból való felépülést követően Estée Lauderrel közösen létrehozta az Anastacia Alapítványt (The Anastacia Fund) a Breast Cancer Research Foundationön keresztül. Azóta számos mellrák elleni alapítványt támogat, illetve folyamatosan hangoztatja, hogy a betegség fiatalokat is sújthat, és mennyire fontos a mammográfia-vizsgálat már 35 éves kor alatt is. Hangsúlyozta, ha tehetné, akár már 25 éves kortól kezdve kötelezővé tenné a vizsgálatot. A Breast Cancer Research Foundationnel – melynek folyamatosan pénzt adományoz –, és rajongóival karöltve Anastacia anyagilag segíti a mellrákkutatást: hogy miért történik, hogyan akadályozzuk meg, illetve hogyan gyógyítsuk és kezeljük, ha már kialakult.
2003. szeptember 30-án, a negyedik alkalommal megrendezésre került Women Rock! (Songs from the movies) shown (koncert a mellrák elleni küzdelemért) lépett fel Hollywoodban, a Kodak Színházban. Ekkor BeBe Winans közreműködésével előadta az Aerosmith szerzeményét, az I Don't Want to Miss a Thinget, és saját alkotását, a Heavy on My Heartot. Majd a Bee Gees You Should Be Dancing című dalát hallhatta a közönség az énekesnő előadásában, végezetül pedig a Stayin' Alive-ot énekelte el Mandy Moore, Mýa és Ann Wilson társaságában. A rendezvényen olyan hírességek is tiszteletüket tették, mint például Dolly Parton, Jessica Alba, Sharon Osbourne vagy Alfre Woodard.
2003. november 29-én 40 ezer ember előtt lépett fel a 46664 koncertsorozaton, a Cape Town Stadionban (Dél-afrikai Köztársaság), melyet Nelson Mandela, exelnök szervezett. Az előadást szerte a világon sugározták a televíziók és a rádiók. Magyarországon az M1-es csatorna közvetítette. Azt a célt szolgálta a koncert, hogy felhívja a figyelmet az AIDS-es megbetegedésre. Anastacia a Queennel és a U2-val lépett színpadra. A Queen legendás slágereivel, a We Will Rock You-val és a We Are the Championsszal készült az énekesnő, melyeket zenésztársaival karöltve adott elő. Emellett felénekelte az Amandla című dalt, amit részben ő szerzett. Az alkotást előadta a koncerten Bono, a Queen, The Edge, Beyoncé és David A. Stewart társaságában. Az eseményen olyan zenészek is feltűntek, mint például Robert Plant (Led Zeppelin), Zucchero, a Eurythmics, a The Who vagy a The Corrs.
2006. április 10-én Anastacia adománygyűjtésben vett részt Ashley Judd, Elizabeth Hurley, Elton John, Tony Bennett, Evelyn Lauder és mások oldalán – ekkor a The Breast Cancer Research Foundation rendezvényt szervezett: a hatodik alkalommal megrendezésre került Very Hot Pink Partyt.
2006. május 20-án a bécsi Life Ballon tette tiszteletét, amely Európa legnagyobb évenként megrendezett AIDS-jótékonysági rendezvénye.
2006. október 13-án több koncerten és díjátadón viselt ruháját is eladta az eBayen személyes tárgyai mellett, ennek bevételét pedig egy mellrákot kutató szervezetnek adományozta, a Breast Cancer Research Foundationnek. Féléven keresztül, minden pénteken aukciót indított.
2007-ben Annie Lennox Anastaciát is meghívta 22 másik énekesnővel együtt, hogy felhívják a figyelmet a HIV vírusra, amely Afrikában gyakran már a méhben lévő magzatot is megfertőzi. 2007. december 1-jén, az AIDS világnapján jelent meg a Sing című kislemez, amelyen Annie Lennoxszal, illetve más előadókkal működött közre. Lennoxon kívül az énekesnők között volt Shakira, Céline Dion, Pink, Fergie, Madonna, Dido, Joss Stone, a Sugababes együttes, Isobel Campbell, Melissa Etheridge, Beth Gibbons, Faith Hill, Angélique Kidjo, Beverley Knight, Gladys Knight, k.d. lang, Sarah McLachlan, Beth Orton, Bonnie Raitt, Shingai Shoniwa, KT Tunstall és Martha Wainwright.
2008. június 4-én egy újabb aukciót indított az eBayen; még több személyes holmival: Anastacia új termékeket kezdett árulni. Aki a legtöbbet költötte, páros VIP-jegyet nyerhetett a Heavy Rotation Turnéra. A második "helyezett" pedig egy aláírt pólót, egy The Breast Cancer Research Fundation feliratú szakácskönyvet, és egy aláírt fényképet nyert.
2008. október 27-én a Divas II elnevezésű shown lépett színpadra a Left Outside Alone-nal és az I Can Feel You-val Londonban, ahol olyan hírességek is feltűntek, mint például Pink, Leona Lewis, Dionne Warwick, Gabriella Cilmi vagy a Sugababes. Október 28-án pedig Stockholmba repült a második alkalommal megrendezésre került Rosa Bandet Gálára. Mind a tíz előadó a mellrák túlélője, és közösen több mint 50 millió svéd koronát (több mint 1.653.270.000 forintot) gyűjtöttek össze.
2008. december 16-án a dublini Cheerios ChildLine Concert, évente megrendezett jótékonysági eseményen is feltűnt. Csak úgy, mint Enrique Iglesias, a The Script, a The Saturdays vagy a JLS.
2009. december 7-én Lulu és Chaka Khan oldalán lépett fel a Royal Variety Performance jótékonysági gálaesten, mely minden évben megrendezésre kerül az Egyesült Királyságban. A rendezvényen mindig részt vesz a brit királyi család egy tagja; általában maga az uralkodó. Az Entertainment Artistes' Benevolent Fund (EABF) alapítvány a gálaest szervezője, amelynek pártfogoltja II. Erzsébet brit királynő. A rendezvény után a teljes bevételt az alapítvány kapja meg.
2011. augusztus 8-tól az úgynevezett Díva Kacsát (Diva Duck) kezdte el árusítani, mely egy általa szervezett jótékonyságra szánt gumikacsa. Az énekesnő a brit műsorvezetővel, Paul O'Gradyvel közösen tervezte meg a figurát. Az eladott kacsák teljes vételárát a rákkutatásra ajánlotta fel. A figura kinézete Anastaciára vall, ugyanis az általa kedvelt leopárdminta díszíti a testét egy nyaklánccal, és rúzsozott a csőre.
2011. október 8-án az évente megrendezésre kerülő Pink Ribbon Ballon (Rózsaszín Szalag Gála; mellrák elleni kampány) tette tiszteletét Londonban, ahol több mint 250.000 angol font (több mint 95.698.000 forint) gyűlt össze. Az első melldaganatból való felépülését követő egy évtizedben pedig személyes tárgyainak aukciókra bocsátásával, jótékonysági kiegészítők tervezésével, jótékonysági kislemezzel (Heavy on My Heart), és a turnéi alatt történő árverezésekkel igen nagy összegeket gyűjtött már össze.
2014. augusztus 23-án bejelentette, hogy adományozott az ALS Egyesületnek, ugyanis Anastacia is részt vett az Ice Bucket Challenge (jeges zuhany egy jótékony célért) nevet viselő mozgalomban, melynek az volt a lényege, hogy az adományozás mellett egy vödörnyi jeges vizet kellett magára öntenie annak, akit jelöltek a kihívásra. A jeges zuhanyt is vállalta az énekesnő barátai közreműködésével. Anastacia egy barátja, Raul Olivo és a skót énekesnő, Lulu kihívását fogadta el.
2014. december 6-án a moszkvai Barvikha Luxury Village-ben lépett fel, ahol az évente megrendezett jótékonysági eseményen a Federation orosz alapítványnak adományozta a Blumarine márkájú szemüvegét azzal a céllal, hogy gyermekkórházakat támogasson.
A 2015. január 12-ei, firenzei koncertje előtt Anastacia ellátogatott a Luisa Via Roma ruházati üzletbe, a Barbie Oriental Obsession jótékonysági rendezvényre. Az énekesnő keleti öltözetű Barbie-kat, illetve róla mintázott babákat bocsátott árverésre az eBayen. A teljes bevételt pedig a saját alapítványának, a The Anastacia Fundnak, illetve a Breast Cancer Research Foundationnek adományozta.
2015. szeptember 17-én bejelentették, hogy Anastacia az új nagykövete a Hear the World Alapítványnak, melynek célja, hogy pénzt gyűjtsön, és támogassa a halláskárosult, hátrányos helyzetű embereket. Az énekesnő oldalán olyan világsztárok tűnnek fel, mint például Eros Ramazzotti, Bryan Adams, Julianne Moore, Sting, Annie Lennox, Mick Jagger, Ben Kingsley, Tobey Maguire, Billy Idol, Diane Kruger, Dionne Warwick, Laura Pausini, Monica Bellucci vagy Lenny Kravitz.
2015. szeptember 25-én az Egyesült Nemzetek Szervezete nyilvánosságra hozta a The Global Goals című dokumentumot, melyben 17 globális célt fogalmaztak meg. E kezdeményezésnek számos aktivistája van, köztük Anastacia és más művészek. Mint például Meryl Streep, Nicole Scherzinger, Kate Winslet, Stevie Wonder, vagy Jennifer Lopez. Az énekesnő úgy döntött, hogy a harmadik célt képviseli: biztosítani az egészséges életet, és előmozdítani a jólétet mindenki számára, minden korosztályban. „Megtiszteltetés a The Global Goals támogatójának lenni. (…) A világvezetők elkötelezték magukat 17 Globális Cél mellett, hogy megvalósítsanak 3 rendkívüli dolgot a következő 15 évben. Vége a mélyszegénységnek. Küzdelem az egyenlőtlenség ellen és az igazságszolgáltatásért. Javítani a klímaváltozás kedvezőtlen hatásait. A The Global Goals a fenntartható fejlődés érdekében érheti el ezeket a dolgokat. Minden országban. Minden ember számára” – írta az énekesnő.
2015. november 30-án részt vett a londoni The Global Gift Gala jótékonysági rendezvényen. A Global Gift Foundation egy jótékonysági nonprofit szervezet, melynek célja, hogy pozitív hatással legyen a gyermekek, nők és családok életére. Az alapvető szükségletek megteremtésében segítenek a hátrányos helyzetűeknek. Anastacia oldalán olyan nagykövetek vannak jelen, mint Eva Longoria, Nicole Scherzinger, Ricky Martin, Cristiano Ronaldo, David és Victoria Beckham, Ronan Keating, Lara Fabian vagy Mariath Carey.
2016. szeptember 25-én az énekesnő bejelentette, hogy a Cancer Research UK rákkutató és jótékonysági szervezethez társult. Az egyesület 2002. február 4-én alakult meg az Egyesült Királyságban. Anastacia az életmentő rákkutatásokban segíti az alapítványt. „Segíteni akarok bármilyen módon, ahol tudok, mert még mindig itt vagyok és ez a munkám. (...) Miután kétszer legyőztem a mellrákot, igazán próbálok tenni valamit, hogy segítsek megváltoztatni az esélyeket mások számára, akik érintettek ebben a szörnyű betegségben.” A Strictly Come Dancing című műsorban megkeresett pénzösszegeket e szervezetnek adományozta. „Ha mindannyian mélyre ásunk és adományozunk, növelni tudjuk a létfontosságú alaptőkét, hogy segítsük javítani a túlélési arányokat.”
2016. december 1-jén Anastacia a Grassroot Soccer World AIDS Day gálán tűnt fel Londonban, különböző hírességek oldalán, hogy közösen támogassák az egyesület munkáját. A Grassroot Soccer (GRS) egy nonprofit szervezet, amely támogatja a HIV-vírussal küzdő fiatalokat Afrikában. Jelmondatuk: "Használd a futball erejét a HIV és AIDS elleni küzdelemben!" Több mint 300 vendég jelent meg az eseményen, és több mint 616.000 font gyűlt össze.
2016. november 19-én a 7. londoni The Global Gift Gálán jelent meg Eva Longoria és Victoria Beckham társaságában. Az eseményen számos más híresség tette tiszteletét (Nicole Scherzinger, David Beckham, Alesha Dixon, Pamela Anderson vagy Gordon Ramsay) az Eva Longoria Foundation és a Global Gift Foundation jótékonysági szervezeteket támogatva. December 12-én újra tiszteletét tette a The Global Gift Gala jótékonysági eseményen, Dubajban, Eva Longoria és Melanie Griffith oldalán.
2017. március 16-án 25.000 eurót (kb. 7.727.000 Ft.) gyűjtött össze a Kinderkrebsstiftung német gyermekalapítvány számára Wormsban, a telt házas jótékonysági koncertjén. Közel 100 gyermek és tinédzser vett részt az énekesnő fellépésén, akiknek lehetőségük volt személyesen is találkozni Anastaciával.
2017. május 27-én bejelentette, hogy a Live At The Eventim Apollo Hammersmith 2017, illetve a Live At The O2 Apollo Manchester 2017 című koncertalbumok teljes bevételét a 2017. május 22-ei, manchesteri terrortámadásban elhunytak családjainak adományozza a Manchester Evening News által létrehozott alapítványon keresztül.
2017. október 24-én, hivatalos oldalán osztotta meg a hírt az énekesnő, miszerint a Positive Luxuryval együttműködve 100 darab exkluzív karkötőt alkotott meg, melyek október 27-től megvásárolhatóak. A teljes bevétel a Cancer Research UK rákkutató és jótékonysági szervezethez kerül, hogy finanszírozni tudják az életmentő mellrák-kutatásokat.
2017. november 7-én, Rómában a Prodigi jótékonysági televíziós műsorban tette tiszteletét, mely november 18-án, a Rai 1 csatornán volt látható. E műsor a UNICEF számos projektjét támogatja annak érdekében, hogy jobb életet biztosítsanak a rászoruló gyermekeknek.
2017. november 10-én, Görögországban lépett színpadra a "Costa Navarino EAGLES Presidential Golf Cup" esemény keretein belül, ahol más hírességekkel közösen 750.000 eurót gyűjtött össze jótékony célokra személyes tárgyainak árverésével – támogatva saját alapítványát, a The Anastacia Fundot. A rendezvényen, Costa Navarinóban több mint 400 vendég tette tiszteletét a golfszezon végének ünneplése miatt.
2017. november 18-án lemondott média-díjáról (SIEBEN) a "Nemzetközi előadó" kategóriában, és a bevételt svábföldi rádiós térségben lévő rászorulók támogatására fordította.
2017. december 1-jén egy újabb együttműködést jelentett be a Positive Luxuryval közösen: limitált kiadású, egyedi kapucnis dzsekiket terveztek; támogatva a 2017-es AIDS Világnapot. A teljes bevétel a Grassroot Soccer nonprofit szervezethez került. December 4-én, a Cascaid Charity jótékonysági eseményen vett részt, ahol 2,27 millió euró gyűlt össze a Cancer Research UK rákkutató és jótékonysági szervezet számára. December 14-én a müncheni José Carreras Gálán tette tiszteletét, illetve bemutatta egyedi szerencsemalacát, melyet maga az énekesnő tervezett és dedikált. A malacot árverésre bocsátották, a teljes bevétel pedig a José Carreras Leukämie-Stiftung alapítványhoz került. A szervezet célja a leukémia gyógyítása.
2018. március 22-én, számos híresség – köztük Pamela Anderson, Chenoa, María Bravo – oldalán részt vett a madridi The Global Gift Gálán a Global Gift Foundation jótékonysági szervezetet támogatva.
2018. október 19-én, Bécsben került megrendezésre a 8. Ronald McDonald Kinderhilfe jótékonysági gála, mely eseményen az énekesnő vendégfellépőként lépett színpadra. Az adománygyűjtésből származó bevételt (egymillió euró gyűlt össze) gyermekotthonok finanszírozására fordítják, hogy segítsék a rászoruló családokat.
2019 márciusában ismét felhívta a figyelmet a hallásvizsgálat fontosságára, mint a Hear the World Alapítvány nagykövete; valamint azt az információt osztotta meg, hogy minden interneten elvégzett hallásvizsgálattal 1 dollárral lehet támogatni az alapítványt.
2020 áprilisában a Stiftung Wunderlampe / Fondation Lampe magique alapítványon keresztül egy fiatal lány kívánságát teljesítette: videochat formájában beszélgetett vele az énekesnő. Az egyesület teljesíti a súlyosan beteg gyermekek kívánságait.
2020. május 29-én egy 24 órás, élő adománygyűjtő közvetítés zajlott a COVID-19 elleni küzdelem támogatására, mely eseményen Anastacia is részt vett. Az "OHM Live" eseménynek több mint 150 előadója volt szerte a világból. Több olyan szervezetnek gyűjtöttek pénzt, amely a koronavírus-járvány visszaszorításán dolgozik; mint például a Global Gift Foundation.
2020 augusztusában a Global Gift Foundation-t támogatva egy projektben vett részt: adományt gyűjtöttek több millió rászoruló gyermek életének megmentésére.
2020. szeptember 23-án az online Kageno Harambee-hez csatlakozott, ahol megtartották éves adománygyűjtésüket. A Kageno egy nonprofit szervezet: rászoruló közösségeket segítenek. Lehetővé teszik a fenntarthatóbb közösségek kialakulását.
2021 februárjában a Stagehand and Crowdfunder #ILoveLive kampányának részeként, Anastacia hat exkluzív VIP jegyet adományozott, amelyek az úgynevezett "Meet & Greet"-et, illetve aláírt dalszövegeket tartalmaznak. A nyeremények az énekesnő bármelyik 2022-es koncertjére érvényesek. Az #ILoveLive adományokat gyűjt brit színpadi dolgozók számára, akik pénzügyi válsággal küzdenek a pandémia miatt.
2021. november 1-jén a londoni The Global Gift Gálán vett részt Eva Longoria oldalán a The Global Gift Foundation alapítványt támogatva. Ezt követően, december 9-én pedig az Egyesült Arab Emírségekben is tiszteletét tette az egyesülettel karöltve.

## Divat, stílus és divattervezés
A 2000-es évek elején számos fiatal Anastacia miatt kezdett el szemüveget hordani, emellett sok szemüveges nő önbecsülését állította helyre, és szemüvegdivatot teremtett. „A szemüvegem mindig is egy teher volt számomra, de mostanra átváltoztattam valami egyedivé, valami eredetivé, ami működik! Valójában szeretem a szemüvegeket! Orvosi előírásra van szemüvegem, és nemrég lettem ilyen kreatív a kereteket illetően. Úgy gondolom, jobban nézek ki szemüvegben, mint nélküle. A kontaktlencse nem jön be nálam. Most, hogy híres lettem, a szemüveg a védjegyem lett, ami aranyos, mert mindig is része volt az életemnek.”
„Negyedik osztályos korom óta viselek szemüveget, és ma már ez a természetes számomra. Nincs mit szépíteni a dolgon: nélküle vak vagyok, mint egy denevér. Mintegy 50 darabot tartok otthon, de ennek csak a felét hordom. Büszke vagyok arra, hogy sok tini miattam kezdett el szemüveget hordani, és biztatom is őket!” Mindig is úgy vélekedett erről, hogy a szemüvegek titokzatosak és szexisek, ha a nők öntudatosan és határozottan viselik őket. Akkoriban lépten-nyomon arról faggatták, hol szerzi be nem mindennapi kinézetű szemüvegeit. Később, 2005 augusztusában lézeres szemműtéttel helyrehozatta a látását.

### Projektjei

#### ResurrectionésAnastacia by s.Oliver
2006 szeptemberétől megvásárolható volt a Resurrection (Feltámadás) parfüm, amelyhez a nevét adta az énekesnő. Anastacia hosszú ideig kutatta a tökéletes illatot, melyet számos alkalommal teszteltek azért, hogy nők és férfiak kedvére tegyen. Ez az, amiért a termék megalkotásának részévé vált az énekesnő. „Teszteltem az illatot, és férfiaktól érdeklődtem, akiknek tetszett az aroma. És a válasz mindig ugyanaz volt: »Váó, egyszerűen csodálatos!«” Komplett szettben volt kapható: 1. Resurrection eau de parfüm 2. testpermet 3. tusfürdő 4. testápoló. E termékek már nem érhetőek el, ám egy úgynevezett Outta Love megvásárolható, ami ugyanolyan illattal rendelkezik.
2006-ban és 2007-ben jelentette meg ezt a ruházati kollekciót az énekesnő és egy német cég, az s.Oliver. Anastacia fejében már régóta az járt, hogy saját kollekciót tervezzen, csak a megfelelő partnerre kellett várnia. Elmondása szerint a cég pont a legjobbkor toppant be. A kollekció az énekesnő személyes stílusát és sokoldalúságát tükrözi. Anastaciával az ötleteik is ugyanazok voltak a kollekció kinézetét illetően. Szerinte sok mindent figyelembe kell venni egy ruházati kollekció tervezésekor: a divatot, a színeket, az anyagokat, illetve a szabásokat. Boldog volt, hogy ennyire jól sikerült a céggel való együttműködés. Számára fontos, hogy többféle méretben is elkészüljenek a ruhák. Az énekesnő kezdőbetűjével fémjelzett sálak, felsőrészek, farmernadrágok és egyéb ruhadarabok, valamint táskák is megtalálhatóak a kollekcióban, melynek a reklámarca is Anastacia volt. 2006 novemberében pedig egy limitált kiadású CD-t jelentetett meg Welcome To My Style címen. Aki 60 eurónál többet költött az Anastacia by s.Oliver termékek vásárlásakor, a lemez tulajdonosává vált.
Mint mondta, e kollekció különböző emberek számára lett létrehozva. Tinédzserek és nagymamák számára egyaránt, akik a fogyasztói voltak. Főként farmereket, pólókat és blúzokat tartalmazott, bár szerinte nem volt "szuper-trendi" a tervezet. Bármilyen típusú nő beleillett a kollekcióba, melynek körülbelül a 60%-a havonta változott, mivel a ruházat az évszakokkal változik. Világos színekkel indítottak, idővel pedig a barna és a vöröses színek keverékei is megjelentek, melyek az őszhöz kötődnek.

#### Anastacia mint divattervező
Anastacia szerint a céggel való együttműködési folyamatban voltak hullámvölgyek. Mindkét félnek hozzá kellett szoknia az énekesnő részvételéhez, mint művész és mint tervező. Az s.Oliver elismerte, hogy Anastacia bizonyos ismeretek hiányával érkezett közéjük. Nem ennek szentelte minden idejét, és teljes munkaidős állást sem akart a cégnél. Kéthavonta találkozott a csapat, körülbelül három napon át, a tervezés és a munka miatt. Úgy vélte, nagyszerű ritmusban kezdtek dolgozni, és végül megértették, hogy mit szeretne az énekesnő. Szerinte szövetekkel dolgozni, és vázlatokat készíteni volt a legkimerítőbb. Számára a farmerekkel való munkálkodás volt a legnagyobb élmény: szakértővé vált a fakításban, a varrásban, illetve a szegecsekkel és zsebekkel is jól boldogult. Ekkor elárulta, hogy ha egy nőt öltöztethetne, akkor Halle Berryt vagy Angelina Jolie-t választaná, akiket az egyszerűségükért és könnyedségükért dicsér: egyszerűek, tökéletesek, és nincs szükségük sokra. Majd hozzátette, hogy amikor elkezdte a céggel való munkálatokat, fogalma sem volt arról, hogy ilyen intenzív egy tervezési folyamat, amelynek idővel a szakértőjévé vált. Vágyott a tanulásra, és az a képessége, hogy gyorsan alkalmazkodik, egy bölcs tervezőt és üzletasszonyt alkotott meg.
Emellett elmondta, hogy szereti, ha egy ruhakollekció darabjai kiemelik a női testet. Fontos számára a kényelem, illetve, hogy természetesnek érezze magát és a rajta lévő ruhadarabot.
„Nagyon szeretek tervezni. Van egy ruházati láncom. Terveztem parfümöt, legutóbb pedig szemüvegeket. Azt gondolom, hogy nagyon jól sikerültek, de ez már nem új dolog, hiszen egészen a pályám elején már én magam terveztem a fellépőruháim nagy részét. És hidd el, olyanokat nem nagyon láthatsz máshol, mert nagyon máshogy néznek ki, mint amiket a boltban látsz. De pont ezt gondolom érdekesnek benne. Nagyon szeretek olyan dolgokat viselni, mint senki más. Mondjuk ilyeneket tényleg senki sem viselt, mert a ruháim úgy néztek ki, mint a bohócjelmezek. Azt tényleg lehet rájuk mondani, hogy egyedi darabok. Más nem is viselte volna őket. De én azt gondoltam a saját kreativitásomnak, önkifejezésnek. Talán már nem viselek ilyen ruhákat, de azért még mindig nagyon más vagyok, mint az átlag. Azt nem mondanám, hogy a divat az első számú hobbim, inkább csak azt, hogy ilyenkor a kreativitásom keres új területeket. Amikor dalokat írok, akkor is a kreativitásomat élem ki. Amikor vicces hajkoronákat találok ki, különleges sminkeket, akkor is csak kiélem a meglévő művészi hajlamaimat” – fejtette ki gondolatait a divatról a Fókusznak adott interjújában, 2016 márciusában.

#### Anastacia by TAT2,Blumarine Eyewear by AnastaciaésMusic Loves Fashion
2015. december 8-án jelent meg ez az ékszerkollekció az Anastacia by TAT2 által. Az énekesnő az ismert Los Angeles-i ékszerésszel – egyben keresztlányával –, Briana Erinnel (TAT2 Designs) működött közre. A kollekció a Resurrection Collection elnevezést kapta. A 2015-ös turné keretein belül ugyanilyen Resurrection-feliratú, aranyozott medálok voltak elhelyezve a VIP-csomagokban. A nyakláncok mellett fülbevalók és karkötők is megtalálhatóak a gyűjteményben. A medálok és a fülbevalók hátuljába az énekesnő aláírását vésték. A karkötők ónixból, vörösvasércből, achátból, opálból, valamint türkizből készültek.
Az énekesnő 2016. február 28-án, Milánóban a Blumarine, olasz divatmárka céggel együttműködve mutatta be exkluzív napszemüveg kollekcióját Blumarine Eyewear by Anastacia néven. Anastacia e divatmárka iránti vonzódása és Anna Molinari, tervezőhöz fűződő barátsága miatt választotta társának a Blumarine-t a kollekció megalkotásához. 10 modell közül lehet választani különböző színekben. Az optikai-, illetve a napszemüvegeket kizárólag az énekesnő alkotta meg. 2016 áprilisától elérhető e különleges kiadás a Blumarine butikjaiban és optikai üzleteiben.
2017. július 20-án bejelentették, hogy Anastacia egy német vállalattal, az Aldi-val társult. Az együttműködés során egy új ruházati kollekciót (Music Loves Fashion néven) jelentettek meg a magyar, az osztrák, a német és a svájci áruházakban 2017. szeptember 14-től kezdve. A kollekcióban farmernadrágok, tunikák, pulóverek, kardigánok, hosszú ujjú felsőrészek, pólók, cipők és táskák egyaránt megtalálhatóak. „A teljes kollekció engem és a stílusomat tükrözi” – nyilatkozta az énekesnő. Szeptember 7-én, Kölnben került bemutatásra a kollekció.

#### Poshead 4 Anastacia
2022. november 10-én limitált kiadású táskakollekciója jelent meg a Posheaddel együttműködve. Az énekesnő egy különleges kapszulakollekción dolgozott, amelyet a dalai ihlettek. Anastacia jellegzetes megjelenése az összetéveszthetetlen szemüvege – stílusának egyik kulcseleme –, amely jól kombinálható a Poshead egyedi szemüvegeivel a táskákon. Három exkluzív modellt tervezett Not That Kind, Freak Of Nature és Paid My Dues elnevezéssel.

## Magánélete

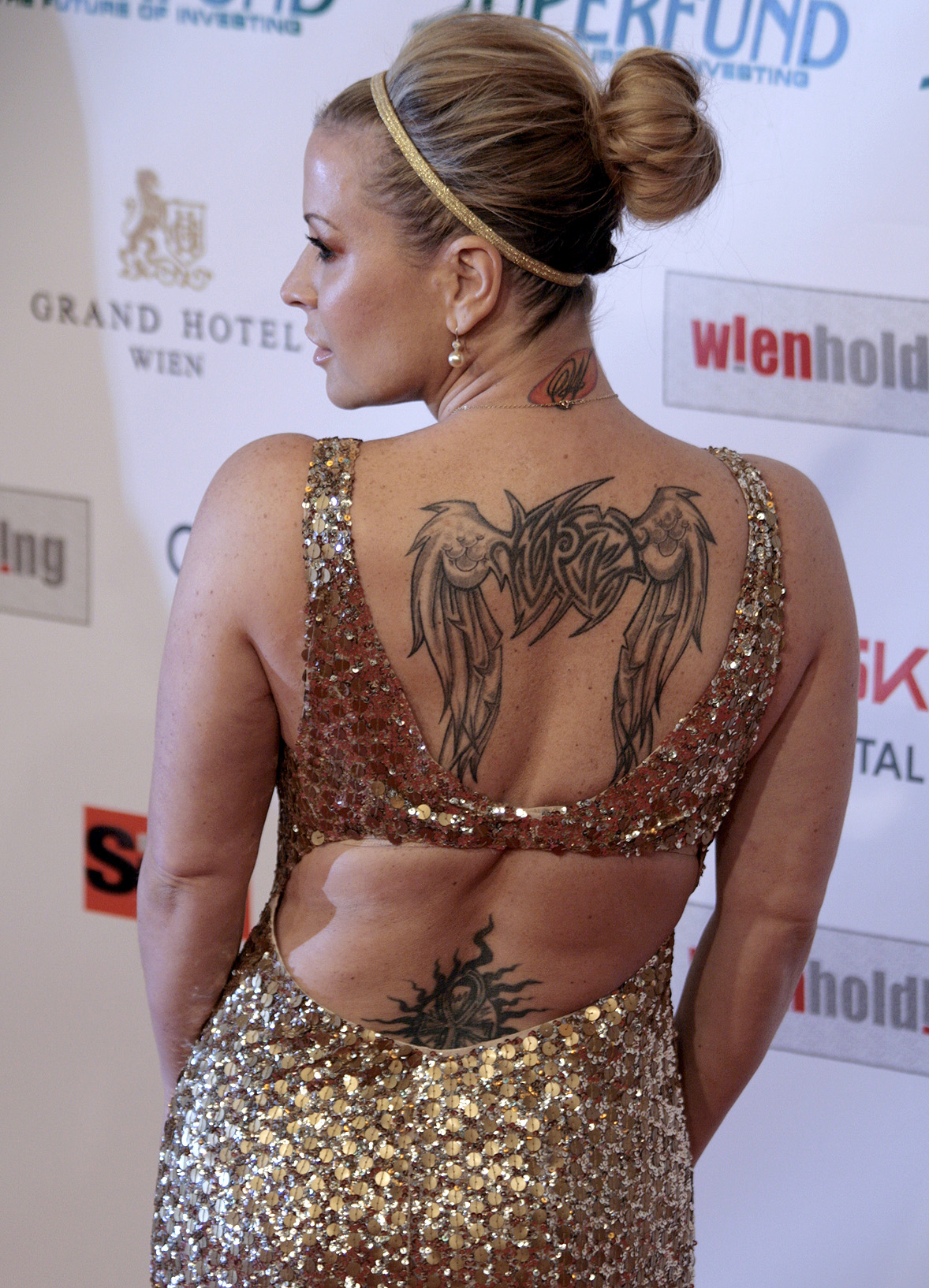
Hátán lévő tetoválásai; köztük az egyiptomi ankh-jel

Édesanyja szenvedélyei közé tartozik az orosz irodalom, nővére pedig kedveli Anastasia Romanova, orosz nagyhercegnő történetét, így erre a névre esett a választásuk, mely görögül feltámadást jelent. Elmondása szerint, amikor édesanyja megszülte őt, igen fáradt volt, emiatt rosszul betűzte le az Anastasia nevet; így végül "c" betűvel íródott.
Édesapja, Robert egy ideig nem volt tudatában annak, hogy lánya világhírű énekesnővé vált, és a hangját sem ismerte fel a rádiókban. Később barátainak köszönhetően tudatosult benne a dolog, majd rendezni akarta a korábbi nézeteltéréseiket. Az énekesnő egy interjúban így vallott erről: „Apának hívom, de miért? Semmit sem tudok arról, hogy mit csinál vagy ki ő. Nem akarom megkeresni őt. Azt sem tudom, hogy él-e még vagy vannak-e féltestvéreim.” 2003-ban, miközben Anastacia mellrákkal küzdött, édesapja megpróbálta felvenni vele a kapcsolatot, ám kudarcot vallott. „Amikor rákom volt, nem éreztem semmilyen vágyat arra, hogy egyáltalán felvegyem a kapcsolatot vele. Miért tenném? Nem volt ott, hogy megtörölje az orromat, vagy lásson, mint végzős diákot. Semmiért sem volt ott. Ez nem kapcsolat. Nem érzek semmiféle vágyat csak azért, mert ő az a személy, akitől három gyermeke született az édesanyámnak. Ez nem jogosítja fel arra, hogy fogja a kezemet egy nagyon viharos időben.”
Édesapja 2005. április 13-án, 68 éves korában hunyt el, miközben az énekesnő a Live at Last Turné során, két szakasz közötti pihenőjét töltötte.
2007. április 21-én, Mexikóban feleségül ment egykori testőréhez, Wayne Newtonhoz, aki 2004-ben kezdett el az énekesnőnek dolgozni. A szertartást Huatulcóban tartották, ahol egy kaliforniai sámán, Jon Rasmussen adta össze őket. Anastacia az esküvő után így nyilatkozott: „Sosem mertem arról álmodni, hogy egy napon feleség leszek. (...) A nővérem, Shawn és Kiki Lee Herr szervezték meg, és létrehozták a tökéletes hangulatot számunkra. 80 vendéget hívtunk meg, és azt szerettük volna, hogy egy különleges esküvő legyen a barátainkkal.”

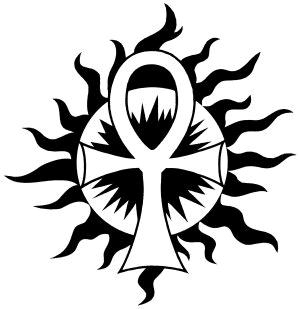
Anastacia derekán lévő ankh-tetoválása

Azonban három év elteltével, 2010. április 21-én Anastacia beadta a válópert. Kibékíthetetlen ellentétekre hivatkozott, konkrétumokról pedig soha nem beszélt, hiszen magánéletét mindig is óvta a médiától.
Tetoválásai
Anastacia legnépszerűbb tetoválása a derekán található: egy nap, melynek közepén egy egyiptomi ankh-jel helyezkedik el. Az ankh mivel az örök élet szimbóluma, erőt ad az énekesnőnek.
A hátán a "Forever" (Örökké) szó olvasható, amely egy különleges betűtípussal íródott. E minta köré kiegészítésként, 2008-ban angyalszárnyak kerültek. 2011-ben a szárnyakat átdolgozták, és alájuk egy újabb szárnypár került 9/11 emlékére, amelyet a híres tetoválóművész, Adam Vu készített. Valamint egy ovális alakú minta helyezkedik el a tarkóján, melyben saját, illetve exférje nevének kezdőbetűje összefonódva látható.

## Anastacia Magyarországon
Anastacia első alkalommal 2001. március 8-án Párizsból érkezett meg Magyarországra. A kilencedik alkalommal megrendezésre került Arany Zsiráf Gála külföldi sztárfellépője volt. Az est folyamán két dallal lépett színpadra a Budapest Kongresszusi Központban: az I’m Outta Love-val és a Not That Kinddal. A fellépés előtt több interjút is adott az énekesnő: „Azt mondták nekem, hogy szerelmes leszek Magyarországba, Budapestbe. Az emberek, akik ismernek, akik ismerik a személyiségemet, azt mondták, hogy nagyon-nagyon fogom szeretni. Úgyhogy nagyon izgatott vagyok!” Az ezt követő interjúját az M1-es csatorna tűzte képernyőre. Délután zajlott a főpróba, ahová zenésztársai is elkísérték a művésznőt, ugyanis csak élőben volt hajlandó énekelni a gálaesten.
„Nem hiszek az irányított munkában. Szerencsére a kiadó nyitott volt felém, mint művész felé – ugyanúgy, ahogy én is nyitott voltam a kiadó felé. Ők is felkínáltak producereket a csapatban, és ha tetszettek, dolgozhattam velük. Ha nem értettük meg egymást, akkor nem kellett. Azt szeretem a Sonyban, hogy azt akarták, érezzem jól magamat a dalok írásánál. Az egyetlen ember, aki ki tudja fejezni művészileg azt, amit érzek, az én vagyok. Azt hiszem, ezt megértették. (...) Nem akartam, hogy irányítsanak. Hogy megmondják, hogyan énekeljek, mit hordjak, hogy viselkedjek vagy kire hasonlítsak. Abból már elegem volt. (...) Igen változatos a művészetem. Egy szobrásznak sem ugyanolyan mindegyik műve – mások a vonalak, más a hangulat; ahogy akár egy festményen is. Egy színésztől sem várjuk el, hogy mindig ugyanazt a karaktert játssza el csak azért, mert az egyszer már sikeres volt egy filmben. Azt hiszem, a közönség azokat imádja igazán, akik képesek sok különböző helyzetet kifejezni, miközben valódiak maradnak. Én ezt csinálom zenészként. Nem változtatom teljesen önmagamat: ugyanaz a hangom, ugyanaz a lelkem, ugyanazzal a szenvedéllyel és lendülettel énekelek, csak hol ilyen, hol olyan hangszert használok. Hol egy kis funky beütéssel, hol mással. Csak ezeket változtatom” – fogalmazta meg művészi hitvallását az Arany Zsiráf interjúban.
2005. február 16-án másodszorra látogatott el Magyarországra a Live at Last Tour keretein belül, közvetlenül az osztrák fővárosból. A bécsi koncert utáni éjjelen érkezett hazánkba. Budapesti látogatása során a Gresham-palota látta vendégül. Február 17-én a magyar Sony lemezkiadó munkatársai a show előtt átadták az énekesnőnek az Anastacia című nagylemezért járó kitüntetést, mivel az album elérte az aranylemez-minősítést. Ekkor néhány hazai előadó is személyesen üdvözölte a művésznőt: az egykori Crystal együttes tagjai, Kasza Tibor, Kasza Gábor, Lajtai Kati – akikkel szakmai beszélgetést folytatott Anastacia, és mint kiderült, emlékezett a zenekarra, ugyanis a 2001-es Arany Zsiráf Gálán is találkoztak már –, illetve Kósa Ivett, a Megasztár egyik felfedezettje. A műsor egykori versenyzője hazai különlegességeket is ajándékozott Anastaciának egy DVD-lemez mellé, melyen a hölgy tehetségkutatós fellépése látható, amelynek során a világhírű énekesnő szerzeményével, a You’ll Never Be Alone-nal szerepelt az elődöntőben.

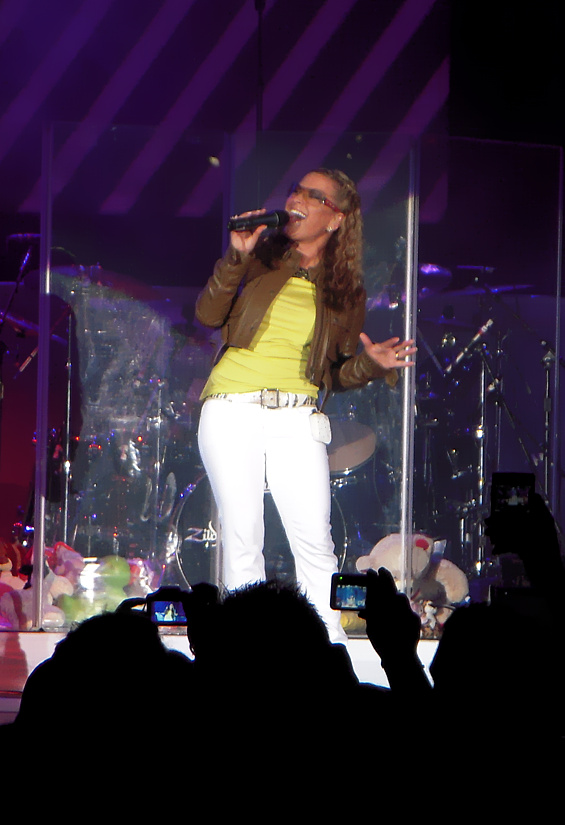
A Heavy Rotation Turné budapesti állomásán, 2009. szeptember 6-án

Eközben megosztotta a Crystal együttessel, hogy elégedett volt a hotelszobájával és a kilátással. Lenyűgözte a kivilágított Lánchíd és a Budavári Palota látványa a Four Seasons Hotelból, melynek később még a fellépésen is hangot adott, ahol hozzátette: legszívesebben a szobája erkélyéről tartotta volna meg a koncertet. Mint mondta, számára mindig ihletet ad, ha egy ilyen szép helyen jár, mint Budapest. Anastacia telt házas koncertet adott azon az estén: 12 ezer ember előtt lépett színpadra a Papp László Budapest Sportarénában. 16 dal csendült fel, illetve a közönség elé tárták azokat a videókat, melyek kimondottan a turnéra készültek: a Time, az I Do és az Underground Army kisfilmjét.
2009. szeptember 6-án, a pozsonyi koncertje után Budapestre vezetett az útja a művésznőnek, hogy akkori stúdióalbumát, a Heavy Rotationt élőben is bemutassa a magyar közönségnek a Heavy Rotation Tour keretein belül. Itt tartózkodása során, egy interjúban így nyilatkozott Budapestről: „Imádom a fővárost! Budapest tele van történelemmel, és nagyon romantikus hely.”
Anastacia Magyarországon is mindent megtett annak érdekében, hogy népszerűségével hozzájáruljon a mellrák elleni harchoz. Budapesti koncertje előtt részt vett az Egészség Hídja Összefogás Egyesület felvilágosító munkájában Dobó Kata és Oroszlán Szonja oldalán. A minden évben megrendezésre kerülő, október 4-ei Lánchíd-sétára így hívta fel a figyelmet: „Helló, Magyarország, itt Anastacia! Két gyönyörű barátnőmmel azért vagyunk itt, hogy szóljunk az október 4-ei, rózsaszínre világított Lánchíd-sétáról. Magam is a rák túlélője vagyok, és bebizonyítottam, hogy gyógyítható betegség. Így kérlek, segíts felhívni a figyelmet: gyere el te is október 4-én, érezd jól magad, és gyere el a sétánkra! Változtass!” Emellett jótékonysági árverést indított augusztus 28-tól szeptember 4-ig, Magyarország egyik aukciós weboldalán, a Vatera.hu-n, melynek teljes bevételét az Egyesületnek adományozta. Az árverésen bárki licitálhatott, a sikeresen licitáló nyertes pedig két VIP-jegyet nyerhetett a budapesti koncertre. Valamint részt vehetett az azt megelőző exkluzív vacsorán egy fogadás keretein belül, és személyesen is találkozhatott az Egyesület munkáját segítő sztárokkal a kulisszák mögött, köztük Anastaciával is. Nem utolsósorban ahhoz is hozzájárult az énekesnő, hogy a show előtt a közönség tagjainak tájékoztató füzeteket adjanak át a szervezet munkatársai a SYMA Rendezvény és Kongresszusi Központban.
Az Egyesület tagjain kívül a televíziós műsorvezetővel, Jáksó Lászlóval is személyesen találkozott a művésznő, aki egy angol nyelvű, magyar ételeket tartalmazó szakácskönyvet vitt neki ajándékba. Anastacia ekkor rácsodálkozott a különleges hazai fogásokra, köztük a pacalra.
Nem sokkal 21 óra után érkezett meg a színpadra, a show alatt pedig 17 dalt adott elő, köztük a legismertebbeket is. Anastacia önmagához híven nem a látványosságra és a díszletekre helyezte a hangsúlyt, hanem a zenére. Az est folyamán ismét elmondta, hogy Magyarország csodás, és tetszik neki Budapest, majd megjegyezte: nemrég tudta csak meg, hogy a főváros – melyet a Duna választ szét – két részből áll. „A budai vagy a pesti oldalon vagyunk?” – tette fel a kérdést közönségének, mire az egyhangú „Pest!” válaszra így felelt: „Pest, oké, rendben van. Amúgy én Budán lakom, ha érdekel valakit. A show után ott találkozunk!” Itt tartózkodása során komoly figyelmet fordított zenekarának egészséges étkeztetésére, ugyanis ő maga is az egészséges életmód és táplálkozás híve, ezért saját szakáccsal érkezett Magyarországra. Anastaciánál a színfalak mögötti részleg is cigarettacsikkektől és alkoholos üvegektől mentes.
2016. február 19-én tették közzé azt az információt, miszerint Anastacia hét év után, június 22-én újra Magyarországra látogat, hogy Budapesten is bemutassa a The Ultimate Collection Turnét, a Papp László Budapest Sportarénában. Március 14-én az RTL Klub Fókusz című műsorának stábtagjai televíziós interjút készítettek az énekesnővel Londonban.
Június 21-én késő este, 15 óra utazás után turnébusszal érkezett meg Budapestre a művésznő. Anastacia 21 óra előtt néhány perccel lépett színpadra június 22-én, és közel 20 dal csendült fel telt házas koncertjén. Az üdvözlés során gratulált a magyar labdarúgó-válogatott Európa-bajnokságbeli továbbjutásához, majd megosztotta közönségével, hogy a színfalak mögött nyomon követte a mérkőzést. Az énekesnő a Magyar Virtuózok kíséretében is előadott néhány szerzeményt. Az est folyamán színpadra szólította vendégfellépőjét, Király Viktort, akivel az Everything Burns című dalt énekelték el. Az előadás előtt a magyar énekes megtanította Anastaciának a "szeretlek" szót.
2017. október 24-én bejelentették, hogy Anastacia két év után, 2018. május 13-án visszatér Magyarországra, a Tüskecsarnokba, az Evolution Turné keretein belül. Az énekesnő 2018. május 13-án érkezett meg Budapestre. A koncert előtt sor került az úgynevezett Meet & Greetre, mely eseményen néhány magyar rajongó is részt vett, akiknek köszönhetően Anastacia megtanulta magyarul a Sziasztok!, illetve a Hogy vagy? kifejezéseket. A fellépésen így köszöntötte magyar közönségét.
2019. március 20-án tette közzé azt az információt weboldalán a magyar sportági szövetség, miszerint Anastacia lesz a női kézilabda Bajnokok Ligája négyes döntőjének sztárfellépője a Papp László Budapest Sportarénában. Az énekesnő a május 11-ei elődöntőket nyitotta meg fellépésével. Valamint május 10-én, a rendezvény előtti estén is koncertet adott a sportcsarnok udvarán.
| Év                  | Esemény                                                   | Város    | Helyszín                                |
| ------------------- | --------------------------------------------------------- | -------- | --------------------------------------- |
| 2001. március 8.    | Arany Zsiráf Gála                                         | Budapest | Budapest Kongresszusi Központ           |
| 2005. február 17.   | Live at Last Tour                                         | Budapest | Papp László Budapest Sportaréna         |
| 2009. szeptember 6. | Heavy Rotation Tour                                       | Budapest | SYMA Rendezvény és Kongresszusi Központ |
| 2016. június 22.    | The Ultimate Collection Tour                              | Budapest | Papp László Budapest Sportaréna         |
| 2018. május 13.     | Evolution Tour                                            | Budapest | Tüskecsarnok                            |
| 2019. május 10.     | Női kézilabda Bajnokok Ligája négyes döntőjének előestéje | Budapest | Papp László Budapest Sportaréna udvara  |
| 2019. május 11.     | Női kézilabda Bajnokok Ligája négyes döntője              | Budapest | Papp László Budapest Sportaréna         |
| 2024. augusztus 1.  | Paloznaki Jazzpiknik                                      | Paloznak | Paloznaki Jazzpiknik                    |

## Diszkográfia

### Stúdióalbumok
- Not That Kind (2000)
- Freak of Nature (2001)
- Anastacia (2004)
- Heavy Rotation (2008)
- It’s a Man’s World (feldolgozásalbum; 2012)
- Resurrection (2014)
- Evolution (2017)
- Our Songs (feldolgozásalbum; 2023)

### Válogatásalbumok
- Pieces of a Dream (2005)
- Ultimate Collection (2015)
- Top 40 – Her Ultimate Top 40 Collection (2017)

### Koncertalbumok
- A 4 App (2016)
- Live at the O2 Apollo Manchester 2017 (2017)
- Live at the Eventim Apollo Hammersmith 2017 (2017)

### DVD-lemezek
- One Day in Your Life (2002)
- The Video Collection (2002)
- Live at Last (2006)

### Közreműködések (albumok)
- Elton John: One Night Only – The Greatest Hits (2000)
- Disneymania (2002)
- Chicago: Music from the Miramax Motion Picture (2002)
- Annie Lennox: Songs of Mass Destruction (2007)
- Ben's Brother: Battling Giants (2009)
- Dima Bilan: Mechtatel (2011)
- Auryn: Ghost Town (2015)
- Umberto Tozzi: 40 anni che ti amo (2017)
- Alex Christensen & The Berlin Orchestra: Classical 90s Dance 2 (2018)
- Good Night Songs for Rebel Girls (2020)

## Televíziós megjelenések
Film / Sorozat:
- Ally McBeal – klubénekes (2001)

1. Negyedik évad, 16. epizód: The Getaway
2. Negyedik évad, 21. epizód: Queen Bee

- All You Can Dream – önmaga / őrangyal (2012)
- American Night – önmaga (2021)

Reklámfilmek:
- Twix (2000)
- Dr Pepper üdítőital – "Be You" (Cyndi Lauperrel; 2002)
- Škoda Citigo (2012)

1. "Meet in..." tips
2. Music App
3. Huge storage capacity

Zsűritag, vendégmentor, versenyző:
- The Cut (1998)
- X Factor (Italy; 2. évad; 2009)
- Don't Stop Believing (2010)
- The X Factor (9. évad; 2012)
- Rising Star (2014)
- Strictly Come Dancing (14. évad; 2016)
- The Masked Singer Australia (3. évad, 2021) – "Vámpír"

## Koncertturnék
- Live at Last Tour (2004-2005)

1. Live at Last (2004)
2. Anastacia is back... Live at Last (2005)
3. Encore Tour (2005)

- Heavy Rotation Tour (2009)
- Resurrection Tour (2014-2015)
- The Ultimate Collection Tour (2016-2017)
- Evolution Tour (2018)
- I'm Outta Lockdown Tour – The 22nd Anniversary (2022-)

Kisebb fellépéssorozatok:
- Here Come The Girls – Egyesült Királyság (Luluval és Chaka Khannal; 2009)
- Art on Ice – Svájc (2010)
- Here Come The Girls – Egyesült Királyság (Luluval és Heather Smallal; 2010)
- Natalia Meets Anastacia – Belgium (Nataliával; 2011)
- Night of the Proms – Európa (2012)

Promóciós turnék:
- US Club Tour (1999-2000)
- Europe Promo Tour (2000)
- Australian Promo Tour (2000)
- Europe Promo Tour (2002)
- Australian Promo Tour (2002)

Előzenekarként:
- Elton John: Rocket Man: Greatest Hits Live (2009)
- Lionel Richie: All The Hits Tour (2018)

## Színház
- Queen + Ben Elton: We Will Rock You – Killer Queen (Gyilkos Királynő)